# Don Matteo
A Don Matteo 2000-től vetített olasz krimisorozat, amit Enrico Oldoini alkotott. A főbb szerepekben Terence Hill, Nino Frassica, Flavio Insinna, Simone Montedoro, Maria Chiara Giannetta, Eugenio Mastrandrea, Natalie Guetta, Francesco Scali, Pietro Pulcini és Raoul Bova látható.
Olaszországban 2000. január 7-én mutatta be a RAI. Magyarországon az M1 mutatta be 2002. július 2-án, később az AXN Crime, a Duna, az és a Prime csatornáin is láthatták a nézők.
Olaszországban 2022. március 31-én debütált a 13. évad.

## Ismertető
1999-ben Don Matteo Bondini katolikus pap, miután sok évet töltött külföldön misszionáriusként, visszatért szülőföldjére, Umbriába, és a gubbiói San Giovanni Battista plébánosa lett, amit barátjának, Guido püspöknek köszönhetően kapott meg. A később a spoletói Sant’Eufemia-bazilika plébánosa lett. Cecchini marsallal való barátságának és együttműködésének köszönhetően a pap foglalkozik a carabinierik által követett ügyekkel, és gyakran segít megoldani azokat egy-egy döntő nyomnak köszönhetően, amelyhez néha veleszületett megérzései révén jut el.

## Szereplők

### Főszereplők
| Szereplő                              | Színész               | Magyar hang                          | Leírás | Évad                                                                   |
| ------------------------------------- | --------------------- | ------------------------------------ | --- | ---------------------------------------------------------------------- |
| Don Matteo Minelli/Bondini            | Terence Hill          | Ujréti László                        | A sorozat főhőse Don Matteo Gubbio, majd a Spoleto városának plébánosa, aki korábban misszionáriusként szolgált például Dél-Amerikában, a Fülöp-szigeteken, Alaszkában és Mexikóban, ahol számos, a film egyes részeiben fontossá váló képességet sajátított el, mint például, a kígyók megfogását, a lovaglást és a sakkozást. Fő képességei a jó emberismeret és a logikus gondolkodás, amelyek révén az egyes epizódokban felmerülő bűnügyeket megoldja. A sorozat visszatérő eleme a Cecchinivel való sakkozás. Don Matteo a város lakossága által megbecsült és tisztelt ember, aki megérti, és segíteni próbál az embereknek problémáik megoldásában. A bűnügyek felgöngyölítésével gyakran megelőzi a városi csendőrség tagjait is. | 1–13. évad, vendégszereplőként a 14. évadban                           |
| Don Massimo Sartori/Matteo Mezzanotte | Raoul Bova            | Makranczi Zalán                      | A 13. évadban érkezik Spoleto városába, hogy a távozó Don Matteo utódja legyen. Kiderül, hogy maga Matteo atya javasolta a püspöknek Massimo személyét. Élete korábbi szakaszában hosszú éveket (1995. szeptember 5. – 2012. május 31.) szolgált a csendőrség különleges alakulatánál, de egy bevetés során egy kisgyermek halálában része volt. Emiatt leszereltette magát és a papi pályára lépett. Természete jelentősen eltér Matteo atyáétól: szeret magáról gondoskodni (ami miatt eleinte konfliktusa támad Natalinával), nem tud sakkozni (Cecchini gyakran megveri őt), de a briscola nevű kártyajátékban igen ügyes. Eleinte kevésbé nyitott mint az által régről ismert Don Matteo, de hasonló lelkesedéssel segít másokon, amivel gyakran kivívja a százados haragját. Emellett szeret kapálni. | 13–14. évad                                                            |
| Antonino "Nino/Ninuzzo" Cecchini      | Nino Frassica         | Csuja Imre (1–3. évad)               | Don Matteo legjobb barátja a helyi csendőr főtörzsőrmester, a szicíliai, messinai származású Antonio Cecchini, aki gyakran kerül mulatságos szituációba, kiváltképpen akkor, amikor Don Matteo részére ad át információkat a nyomozás állapotáról. Ezt minden századosa, de eltekintenek a komolyabb számonkérésektől. A főtörzs magát modern apának tarja, de a mai eszközök ismeretével kapcsolatban tudása hiányos. Gyakran próbál felvágni közismert, vagy Don Matteótól szerzett ismeretekkel. A pap nyomozati tippjeit a mindenkori százados számára a maga ötleteként adja elő. Feleségével (Caterina) és két lányával (Patrizia és Assuntina) él együtt. A későbbiekben kiderül, hogy gyanakvó, s nehezen elfogadó após. Caterina halála után Anna Olivieri százados anyjával, Elisával kezd kapcsolatba. | 1–14. évad                                                             |
| Antonino "Nino/Ninuzzo" Cecchini      | Nino Frassica         | Orosz István (4. évad)               | Don Matteo legjobb barátja a helyi csendőr főtörzsőrmester, a szicíliai, messinai származású Antonio Cecchini, aki gyakran kerül mulatságos szituációba, kiváltképpen akkor, amikor Don Matteo részére ad át információkat a nyomozás állapotáról. Ezt minden századosa, de eltekintenek a komolyabb számonkérésektől. A főtörzs magát modern apának tarja, de a mai eszközök ismeretével kapcsolatban tudása hiányos. Gyakran próbál felvágni közismert, vagy Don Matteótól szerzett ismeretekkel. A pap nyomozati tippjeit a mindenkori százados számára a maga ötleteként adja elő. Feleségével (Caterina) és két lányával (Patrizia és Assuntina) él együtt. A későbbiekben kiderül, hogy gyanakvó, s nehezen elfogadó após. Caterina halála után Anna Olivieri százados anyjával, Elisával kezd kapcsolatba. | 1–14. évad                                                             |
| Antonino "Nino/Ninuzzo" Cecchini      | Nino Frassica         | Faragó András (5–14. évad)           | Don Matteo legjobb barátja a helyi csendőr főtörzsőrmester, a szicíliai, messinai származású Antonio Cecchini, aki gyakran kerül mulatságos szituációba, kiváltképpen akkor, amikor Don Matteo részére ad át információkat a nyomozás állapotáról. Ezt minden századosa, de eltekintenek a komolyabb számonkérésektől. A főtörzs magát modern apának tarja, de a mai eszközök ismeretével kapcsolatban tudása hiányos. Gyakran próbál felvágni közismert, vagy Don Matteótól szerzett ismeretekkel. A pap nyomozati tippjeit a mindenkori százados számára a maga ötleteként adja elő. Feleségével (Caterina) és két lányával (Patrizia és Assuntina) él együtt. A későbbiekben kiderül, hogy gyanakvó, s nehezen elfogadó após. Caterina halála után Anna Olivieri százados anyjával, Elisával kezd kapcsolatba. | 1–14. évad                                                             |
| Flavio Anceschi                       | Flavio Insinna        | László Zsolt (1–3. évad), (13. évad) | Gubbio városának csendőrszázadosa, a csendőrőrs parancsnoka, Tommasi elődje. Szigorú, rendet parancsoló, munkájában a teljes körű precizitásra törekszik. Ellenzi Don Matteónak, a nyomozati munkába való belefolyását, de elismeri a pap emberi tulajdonságait. Büszkén vallja, hogy római származású. Személyes tragédiája, hogy egy általa, még hadnagyként vezetett csendőri bevetés során az édesapja elhunyt. Számos alkalommal kerül kínos helyzetbe, amikor Gubbio polgármesternőjének, Laura Respighinek próbál szerelmet vallani. Az ötödik évad végén, tisztázatlan körülmények között távozott a sorozatból, a későbbiekben alig van rá utalás. A tizenharmadik évad első epizódjában visszatér lányával, Valentinával, és kiderül, hogy alezredessé léptették elő. Gyermekével való kapcsolata konfliktusokkal terhelt, mivel igen zárkózott, a lányával sem beszéli meg élete legnagyobb csapását (a felesége, Laura elhagyta) túlságosan is kötelességtudó. | 1–5. évad, vendégszereplőként a 13. évadban                            |
| Flavio Anceschi                       | Flavio Insinna        | Forgács Péter (4–5. évad)            | Gubbio városának csendőrszázadosa, a csendőrőrs parancsnoka, Tommasi elődje. Szigorú, rendet parancsoló, munkájában a teljes körű precizitásra törekszik. Ellenzi Don Matteónak, a nyomozati munkába való belefolyását, de elismeri a pap emberi tulajdonságait. Büszkén vallja, hogy római származású. Személyes tragédiája, hogy egy általa, még hadnagyként vezetett csendőri bevetés során az édesapja elhunyt. Számos alkalommal kerül kínos helyzetbe, amikor Gubbio polgármesternőjének, Laura Respighinek próbál szerelmet vallani. Az ötödik évad végén, tisztázatlan körülmények között távozott a sorozatból, a későbbiekben alig van rá utalás. A tizenharmadik évad első epizódjában visszatér lányával, Valentinával, és kiderül, hogy alezredessé léptették elő. Gyermekével való kapcsolata konfliktusokkal terhelt, mivel igen zárkózott, a lányával sem beszéli meg élete legnagyobb csapását (a felesége, Laura elhagyta) túlságosan is kötelességtudó. | 1–5. évad, vendégszereplőként a 13. évadban                            |
| Giulio Tommasi                        | Simone Montedoro      | Stohl András                         | Gubbio, majd Spoleto városának csendőrszázadosa. Ludovico Tommasi tábornok fia, aki megpróbálta rávenni Giuliót, hogy Rómában kezdje szolgálatát. Ő sem helyesli Don Matteo nyomozásait, de később számtalan magánéleti problémával fordul a paphoz. Kezdetben Amanda Patriarchi volt a menyasszonya, aki azonban karrierista és despotikus hajlamokkal rendelkezett, ez pedig a kapcsolatuk végéhez vezetett. Már kapcsolata alatt belehabarodott Patriziába, Cecchini idősebb lányába. Ezzel kiváltotta a főtörzsőrmester haragját, ennek ellenére elvette a lányt. Egy közös gyermekük született, Martina. A kilencedik évad elején özvegyen tér vissza a képernyőre, mivel Patrizia autóbalesetben meghalt. A következő két évadban párválasztási problémákkal küzd: mindvégig Liához, Patrizia unokatestvéréhez vonzódik, de előbb Bianca Venezia, majd Margherita Colognese is zavart kelt érzelmeiben. A 11. évad elején kiderül, hogy előléptették és Rómában kapott feladatokat, ahová Liával és gyermekeikkel költöztek. A 12. évadban egy rész erejéig visszatér, ahol amnéziás lesz. Kiderül, hogy Liával való kapcsolata problémákba ütközött, de Don Matteo segítségével ezt is megoldja. A 14. évadban Giulio ismét visszatér Spoletóba Cecchini főtörzshöz lányával, Martinával, és egy időre a nagyszülei házában hagyja a lányt (jelenleg tinédzser). Kezdetben úgy tűnik, hogy nem megy túl jól a kapcsolat a lányával,mivel a lány szenved az anyja hiányától, és Giulio-t azzal vádolja, hogy elfelejtette őt. A valóságban Tommasi bevallja neki, hogy soha nem fogja elfelejteni Patriziát, mert Martina egyre jobban emlékezteti őt, és sírva ölelik meg egymást. Nem sokkal később Tommasi megtudja Cecchinitől, Martina terhes, és a főtörzsel együtt elmegy lánya színházi tanárához (akitszerinte lát), hogy tisztázza a dolgot. Li rájön, hogy a valóságban Martina nem terhes, és még aznap este beszélt lányával, megígérte neki, hogy másnap elmegy a tanárához bocsánatot kérni. Másnap Tommasi abba a színházi iskolába megy, ahová Martina jár, ugyanabba ahová Patrizia évekkel korábban, és meglát egy fotót a feleségéről a színházi társulattal. A kép láttán Giulio felismeri az egyik fiút, mint Martina tanárát, és amikor megjelenik előtte, rátámad, és azzal vádolja, hogy tudja mi történt Patriziával, akinek a halála a jelek szerint továbbra is a rejtélyek ködébe burkolt. Nem sokkal ezután, miközben a főtörzs megpróbálja felhívni, Giuliot látják elájultan egy úton, miközben a mobiltelefonja folyamatosan csörög. A következő epizódban kiderül, hogy Giuliót elgázolták azon a helyen, ahol a Patrizia balesete történt, és amikor megtalálják, Cecchini főtörzsben újra felnyílnak a régi sebek. Különféle nyomozások nyomán kiderült, hogy nem véletlen, hogy Tommasót ott gázolták el, hanem valószínűleg megértett valamit felesége haláláról. Martina színházi tanárát nyomozzák, aki bevallja Don Massimónak, hogy ő ölte meg Patriziát. Egy idő után a mestert élettelenül találják. Giulio eközben felébred, és Cecchini és Don Massimo segítségével vizsgálni kezdi Patrizia legújabb okait, és rájön, hogy egy eltűnt gyermek ügyét követi nyomon. A végén kiderül, hogy a gyermek elrablója Paternò ügyvéd, volt, aki együttműködött Patriziával. 13 év elteltével Patrizia végre igazságot kapott a főtörzs nagy megelégedésére, aki a kapitánynak köszönhetően személyesen bilincselte meg Paternò ügyvédet, Patrizia halálának kiváltó okát. Megrendítő jelenet Martina, Patrizia lánya megbocsátása a balesetet okozó lánynak. Giulio és Martina visszatér Rómába. | 6–10. évad, vendégszereplőként a 12. évadban, visszatérő a 14. évadban |
| Anna Olivieri                         | Maria Chiara Gianetta | Sipos Eszter Anna                    | Tommasi utódaként vezeti Spoleto csendőrőrsét. Édesapja halála miatt választotta ezt a hivatást, amivel kivívta anyja rosszallását. Foglalkozása miatt határozott, de megfelelési kényszere van, ennek ellenére a nyomozások során próbál érzékeny lenni a gyanúsítottakkal kapcsolatban. Don Matteo több okból sem szimpatikus neki: elődeihez hasonlóan irritálja, hogy a pap a nyomozásokban részt vesz, illetve haragszik rá, mert korábbi vőlegénye, Giovanni papi szemináriumba jelentkezett. Később egyre inkább beleszeret Marco Nardi ügyészbe, de amíg az a testvérével, Chiarával jár, addig csak bátortalan lépéseket mer tenni. Az ügyésszeel kötendő esküvője előtt megtudja, hogy a férfi megcsalta őt, ezért a szertartás elmarad. Később beleszeret Sergio La Cavába, aki börtönviselt és átveri őt egy rablás érdekében. Anna letartóztatja a férfit, de megígéri, hogy megvárja őt. Később Sergio szó nélkül távozik, majd visszatér. Eközben Marco iránt érzései újra felélednek. A 14. évad elején végül összeházasodnak, majd együtt költöznek Rómába. Eleinte nagyon büszke, és a gyengeség pillanataiban sem bírja, ha látják, de apránként sikerül kibújnia a burkából. | 11–13. évad, vendégszereplőként a 14. évadban                          |
| Diego Martini                         | Eugenio Mastrandrea   |                                      | Ő a Spoleto karabinieri új kapitánya, aki átvette Anna Olivieritől. Diego Martini kapitány olyan ember, aki, hogy próbára tegye embereit, inkognitóban mindig közönséges állampolgárként vagy hajléktalanként mutatja be magát, aki a titkosszolgálatoknál dolgozott. Precíz, fényképes memóriával és megalkuvást nem ismer a munkában, de Spoletóba érkezésekor Cecchini főtörzs megvetően kezeli, ami miatt nem szereti, és arra készteti, hogy ''rendet" rakjon ebben a katasztrófa-laktanyában. Ráadásul szerelemből Spoletóba kerül: valójában az új miniszterelnök, Vittoria Guidi a volt barátnője, akivel 7 évig volt együtt, de most éppen Egidióval készül összeházasodni. Mindent megtesz, hogy visszaszerezze, de akkor közelebb kerül Giuliához, Don Massimo Húgához. | 14. évad                                                               |
| Natalina Diotallevi                   | Nathalie Guettà       | Illyés Mari (1–3. évad)              | Natalina Nápolyban született, gyermek- és serdülőkorát árvaházban töltötte, mivel szülei bűnelkövetés miatt elhagyták őt és öccsét, majd egy cirkuszban akrobataként dolgozott. Miután távozott a cirkuszból Gubbióban talált munkát Don Matteo elődjénél, Don Luiginál. Jellemét tekintve pletykás, kötekedő, zsémbes, de alapvetően jószívű, mások érdekében felülkerekedik saját akaratán is. Ez főként akkor kerül napfényre, amikor Don Matteo elkezd gyerekeket elszállásolni a paplakban. Számos alkalommal csapják be őt a férfiak, amikor szerelmet ígérnek neki. Véletlenül, de több alkalommal is ő rakja össze Don Matteo számára az ügy utolsó mozaikjait. A 12. évadban megismerjük anyját, aki még abban a részben meg is hal. | 1–14. évad                                                             |
| Natalina Diotallevi                   | Nathalie Guettà       | Sági Tímea (4–14. évad)              | Natalina Nápolyban született, gyermek- és serdülőkorát árvaházban töltötte, mivel szülei bűnelkövetés miatt elhagyták őt és öccsét, majd egy cirkuszban akrobataként dolgozott. Miután távozott a cirkuszból Gubbióban talált munkát Don Matteo elődjénél, Don Luiginál. Jellemét tekintve pletykás, kötekedő, zsémbes, de alapvetően jószívű, mások érdekében felülkerekedik saját akaratán is. Ez főként akkor kerül napfényre, amikor Don Matteo elkezd gyerekeket elszállásolni a paplakban. Számos alkalommal csapják be őt a férfiak, amikor szerelmet ígérnek neki. Véletlenül, de több alkalommal is ő rakja össze Don Matteo számára az ügy utolsó mozaikjait. A 12. évadban megismerjük anyját, aki még abban a részben meg is hal. | 1–14. évad                                                             |
| Giuseppe "Pippo" Zerfati/Gimignani    | Francesco Scali       | Kocsó Gábor (1–3. évad)              | Pippo sekrestyés Don Luigi, majd Don Matteo templomában. A paplakban él, nagy rokonszenvvel tekint az emberek felé. Külsőjét tekintve nem túl vonzó, éppen ezért nincs is párja. Egyes epizódokban úgy tűnik, hogy a civódások ellenére vonzódik Natalinához. Kiváló a kapcsolata a paplakban élő gyermekekkel és a főtörzzsel is, annak ellenére, hogy utóbbi állandóan ugratja őt. Eredetileg Zerfati, de a hatodik évad huszonharmadik epizódjában Gimignanivá válik. | 1–14. évad                                                             |
| Giuseppe "Pippo" Zerfati/Gimignani    | Francesco Scali       | Albert Gábor (4–14. évad)            | Pippo sekrestyés Don Luigi, majd Don Matteo templomában. A paplakban él, nagy rokonszenvvel tekint az emberek felé. Külsőjét tekintve nem túl vonzó, éppen ezért nincs is párja. Egyes epizódokban úgy tűnik, hogy a civódások ellenére vonzódik Natalinához. Kiváló a kapcsolata a paplakban élő gyermekekkel és a főtörzzsel is, annak ellenére, hogy utóbbi állandóan ugratja őt. Eredetileg Zerfati, de a hatodik évad huszonharmadik epizódjában Gimignanivá válik. | 1–14. évad                                                             |
| Pietro Ghisoni                        | Pietro Pulcini        | Weichinger Kálmán (1–3. évad)        | A csendőrség tagja hosszú évek óta. Gyakori céltáblája Cecchini gúnyolódásainak, de segít a főtörzsnek a kisebb "stiklijeiben", még saját rovására is. | 1–3. évad, 5–14. évad                                                  |
| Pietro Ghisoni                        | Pietro Pulcini        | Vincze Gábor Péter (5–10. évad)      | A csendőrség tagja hosszú évek óta. Gyakori céltáblája Cecchini gúnyolódásainak, de segít a főtörzsnek a kisebb "stiklijeiben", még saját rovására is. | 1–3. évad, 5–14. évad                                                  |
| Pietro Ghisoni                        | Pietro Pulcini        | Péter Richárd (11–14. évad)          | A csendőrség tagja hosszú évek óta. Gyakori céltáblája Cecchini gúnyolódásainak, de segít a főtörzsnek a kisebb "stiklijeiben", még saját rovására is. | 1–3. évad, 5–14. évad                                                  |

### További szereplők
| Szereplő                                                             | Színész                                            | Magyar hang                                         | Leírás | Évad                                       |
| A Cecchini-Tommasi család                                            | A Cecchini-Tommasi család                          | A Cecchini-Tommasi család                           | A Cecchini-Tommasi család | A Cecchini-Tommasi család                  |
| -------------------------------------------------------------------- | -------------------------------------------------- | --------------------------------------------------- | --- | ------------------------------------------ |
| Caterina Pappamozzi                                                  | Caterina Sylos Labini                              | Szórádi Erika (2–3. évad)                           | Cecchini főtörzsőrmester felesége, Patrizia és Assuntina édesanyja. | 2–11. évad                                 |
| Caterina Pappamozzi                                                  | Caterina Sylos Labini                              | Andresz Kati (4–11. évad)                           | Cecchini főtörzsőrmester felesége, Patrizia és Assuntina édesanyja. | 2–11. évad                                 |
| Patrizia Cecchini                                                    | Pamela Saino                                       | Nagy Katica (2–4. évad)                             | Cecchini főtörzsőrmester idősebb lánya, Tommasi százados felesége, Martina édesanyja. | 2–8. évad                                  |
| Patrizia Cecchini                                                    | Pamela Saino                                       | Tamási Nikolett (5–8. évad)                         | Cecchini főtörzsőrmester idősebb lánya, Tommasi százados felesége, Martina édesanyja. | 2–8. évad                                  |
| Martina Tommasi                                                      | Emma Reale (9–10. évad) Roberta Volponi (14. évad) | Szűcs Anna Viola (9–10. évad)                       | Giulio és Patrizia lánya. Cecchini főtörzs unokája. | 9–10. évad, 14. évad                       |
| Assuntina Cecchini                                                   | Giada Arena (2–8. évad)                            | Kántor Kitty (2–4. évad) Pekár Adrienn (5–8. évad)  | Cecchini főtörzsőrmester fiatalabb lánya. | 2–11. évad, 12. évad (vendégszereplőként)  |
| Assuntina Cecchini                                                   | Giusy Buscemi (9. évad)                            | Kardos Eszter (9. évad)                             | Cecchini főtörzsőrmester fiatalabb lánya. | 2–11. évad, 12. évad (vendégszereplőként)  |
| Assuntina Cecchini                                                   | Simona Di Bella (10–12. évad)                      | Bérces Gabriella (10–11. évad) Dögei Éva (12. évad) | Cecchini főtörzsőrmester fiatalabb lánya. | 2–11. évad, 12. évad (vendégszereplőként)  |
| Severino Cecchini                                                    | Giuseppe Sulfaro                                   | Előd Álmos                                          | Cecchini főtörzsőrmester unokaöccse, szintén csendőr. | 6–10. évad                                 |
| Rosalia "Lia" Cecchini                                               | Nadir Caselli                                      | Vadász Bea                                          | Cecchini főtörzsőrmester unokahúga, orvoshallgatónak hazudja magát a sorozat elején. | 9–10. évad, 12. évad (vendégszereplőként)  |
| Ludovico Tommasi                                                     | Toni Garrani                                       | Cs. Németh Lajos                                    | Tommasi százados édesapja. | 6. évad                                    |
| Clara Tommasi                                                        | Simona Marchini                                    | Andai Györgyi                                       | Tommasi százados édesanyja. | 6. évad, 8–9. évad                         |
| Amanda Patriarchi                                                    | Ilaria Spada                                       | Zsigmond Tamara (6. évad)                           | Tommasi korábbi menyasszonya. | 6–7. évad                                  |
| Amanda Patriarchi                                                    | Ilaria Spada                                       | Wégner Judit (7. évad)                              | Tommasi korábbi menyasszonya. | 6–7. évad                                  |
| Fernando                                                             | Bruno Cabrerizo                                    | Moser Károly                                        | Patrizia spanyol barátja. | 8. évad                                    |
| A csendőrség és az ügyészség tagjai (illetve a kapcsolódó személyek) |                                                    |                                                     | |                                            |
| Antonio Lauro                                                        | Valerio Santoro                                    | Király Attila                                       | Carabiniere a gubbiói laktanyából, apja és nagyapja szintén carabinieri volt. | 1. évad                                    |
| Laura Respighi                                                       | Milena Miconi                                      | Kökényessy Ági                                      | Gubbio polgármestere, Anceschi felesége és Valentina anyja. Mint a 13. évad bevezető részéből kiderül, a lánya 15 éves korában elhagyta a családját, amivel mély árkot ásott apa és lánya közé. | 4–5. évad                                  |
| Valentina Anceschi                                                   | Emma Valenti                                       | Lamboni Anna                                        | Flavio és Laura lánya. Jogász, de a bírói vizsgája nem sikerült. Egy ideig (13. évad) keresztapjánál, a főtörzsnél lakik. Poke rajongó, egy pokézót akar nyitni a városban. Élete nagy tragédiája anyja távozása, emiatt apjától is elhidegül. Emiatt sem tudja vele megbeszélni azt, hogy magát hibáztatja egy barátnője halála miatt. Marco-val jár, de ezt a kapcsolatot Anna megpróbálja szabotálni.                                                                                 | 13. évad                                   |
| Linetti                                                              | Andrea Cereatti                                    | Renácz Zoltán                                       | A csendőrség tagja, Ghisoni helyettese. | 4. évad                                    |
| Jamila                                                               | Shakuri Said                                       |                                                     | Gubbio laktanyába tűzve, az első fekete karabiniéne, amelyet egy olasz televíziós dráma cselekményébe illesztettek. | 6. évad                                    |
| Andrea Conti                                                         | Eleonora Sergio                                    | F. Nagy Erika                                       | Perugiai ügyészhelyettes. | 8. évad                                    |
| Bianca "Bibba" Venezia                                               | Giorgia Surina                                     | Bozó Andrea                                         | Perugiai ügyész, Tommasi volt osztálytársa. | 9. évad, 12. évad (vendégszereplőként)     |
| Carlo Brega                                                          | Marco Bonini                                       | Dolmány Attila                                      | Bianca volt barátja, aki többször is átverte az ügyésznőt. | 9. évad                                    |
| Daniele Orsini                                                       | Raniero Monaco Di Lapio                            | Bán Bálint                                          | Lia volt barátja, nemesi családból, művészeti galéria tulajdonosa és gyermeke apja. | 10. évad                                   |
| Gianni Barba                                                         | Francesco Castiglione                              | Sörös Miklós (10. évad), (13–14. évad)              | A csendőrség tagja. | 10–14. évad                                |
| Gianni Barba                                                         | Francesco Castiglione                              | Berzsenyi Márton (11–12. évad)                      | A csendőrség tagja. | 10–14. évad                                |
| Romeo Zappavigna                                                     | Domenico Pinelli                                   | Berzsenyi Benedek                                   | A csendőrség tagja, Assuntina volt barátja. Gyakori céltáblája Cecchini rosszindulatának. Az első a csendőrök közül, aki tesz a főtörzs pofozkodásai ellen. | 11–13. évad                                |
| Gualtiero Ferri                                                      | Dario Cassini                                      | Galbenisz Tomasz                                    | Perugiai ügyész, Margherita jegyese. | 10. évad                                   |
| Margherita Colognese                                                 | Sara Zanier                                        | F. Nagy Erika                                       | Ferri ügyész, majd Tommasi százados jegyese. | 10. évad                                   |
| Lucrezia Volpi                                                       | Maria Rosaria Russo                                | Majsai-Nyilas Tünde                                 | Perugiai ügyész, dr. Ferri ideiglenes utódja. | 10. évad                                   |
| Marco Nardi                                                          | Maurizio Lastrico                                  | Bergendi Áron                                       | Volpi ügyésznő utódja, később Anna vőlegénye. | 11–13. évad, 14. évad (vendégszereplőként) |
| Elisa Olivieri                                                       | Pamela Villoresi                                   | Incze Ildikó                                        | Anna Olivieri százados és Chiara Olivieri édesanyja. Cecchini párja a férfi feleségének halála után. | 11. évad (vendégszereplőként), 12–14. évad |
| Chiara Olivieri                                                      | Teresa Romagnoli                                   | Dögei Éva                                           | Anna Olivieri százados nővére. | 11. évad                                   |
| Giovanni Santucci                                                    | Cristiano Caccamo                                  | Hám Bertalan                                        | Anna Olivieri százados barátja. | 11. évad                                   |
| Sara Santonastasi                                                    | Serena Iansiti                                     | Kelemen Kata                                        | főügyész, Marco vele csalja meg Annát, később a férfi főnöke. | 12. évad                                   |
| Vittoria Guidi                                                       | Gaia Messerklinger                                 |                                                     | Az új ügyész, aki átvette a vezetést Marco Narditól és Diego Martini volt barátnője. | 14. évad                                   |
| Egidio Spaccapietra                                                  | Federico Maria Galante                             |                                                     | Cecchini főtörzs barátja, Vittoria Guidi miniszterelnök vőlegénye. | 14. évad                                   |
| Mario La Talpa                                                       | Mario Coco                                         |                                                     | A spoletói laktanya karabinje, Zappavigna helyettese, egy karabinieri tábornok fia. | 14. évad                                   |
| Adelina Rosato/Adele Dubois                                          | Olivia Manescalchi                                 |                                                     | Ő Giulia Mezzanotte természetes anyja, akit soha nem ismert, hogy apja családjával nőtt fel. Találkozni fognak, de Adele Dubois néven mutatkozik be neki, ezen a néven dolgozott a francia divatvilágban. | 14. évad                                   |
| A paplak lakói és családtagjaik                                      |                                                    |                                                     | |                                            |
| Nerino Bertolacci                                                    | Claudio Ricci                                      | Berzsenyi Márton (1. évad)                          | Gyermek a paplakban. | 1–3. évad, 4. évad (vendégszereplőként)    |
| Nerino Bertolacci                                                    | Claudio Ricci                                      | Berzsenyi Benedek (2–3. évad)                       | Gyermek a paplakban. | 1–3. évad, 4. évad (vendégszereplőként)    |
| Nerino Bertolacci                                                    | Claudio Ricci                                      | Kardos Bence (4. évad)                              | Gyermek a paplakban. | 1–3. évad, 4. évad (vendégszereplőként)    |
| Elide nagymama                                                       | Evelina Gori                                       | Gyimesi Pálma                                       | Nerino nagymamája. | 1–3. évad                                  |
| Camilla Condori                                                      | Sara Santostasi                                    | Pekár Adrienn                                       | Gyermek a paplakban, Don Matteo unokahúga. | 4. évad                                    |
| Tommaso Basili                                                       | Steven Manetto                                     | Boldog Gábor                                        | Gyermek a paplakban. | 5. évad                                    |
| Agostino Berardi                                                     | Andrea Pittorino                                   | Straub Martin                                       | Gyermek a paplakban. | 7–8. évad                                  |
| Laura Belvedere                                                      | Laura Glavan                                       | Csifó Dorina                                        | Don Matteo barátjának, Antoniónak a lánya, Ester édesanyja. | 8–10. évad                                 |
| Dario                                                                | Daniele La Leggia                                  | Molnár Levente                                      | Laura vőlegénye. | 8. évad, 9. évad (vendégszereplőként)      |
| Ester Natalina Belvedere                                             | Letizia Arnò                                       | Vida Sára                                           | A paplak lakója, Laura lánya. | 9–10. évad                                 |
| Tomás Martinez                                                       | Andres Gil                                         | Gacsal Ádám                                         | A paplak lakója, öntörvényű, argentin származású fiatalember. | 9–10. évad                                 |
| Nisha Nasrin                                                         | [[Gonsal Hewage Praveena Ashani]]                  |                                                     | 10 éves és bengáli, bár bangladesi származású, nem beszél olaszul, mindkét szülője árva, és a szezon végén Párizsba megy néhány rokonához. | 9. évad                                    |
| Alberto Torre                                                        | Gabriele De Pascali                                | Moser Károly                                        | Laura egyetemi matematika professzora. | 10. évad                                   |
| Sabrina Esposito                                                     | Dalila Pasquariello                                | Csondor Kata                                        | Egykori rab Don Matteónak köszönhetően munkát kap Tomás mellett, akivel rövid kapcsolatot kezd. Úgy dönt, hogy félreáll, amikor rájön, hogy a férfi még mindig szerelmes Laurába. | 10. évad                                   |
| Sofia Gagliardi                                                      | Mariasole Pollio                                   | Berkes Boglárka (11. évad)                          | 16 év körüli lány, aki szülei halála után Don Matteóval él a paplakban. Eleinte türelmetlen, de valójában jó és kedves lány. Összebarátkozik Sebával, akinek Alice-szal való viszonyát nagyon a szívére veszi. Később beleszeret (viszonzásul) a férfiba, Majd viszonyt kezd Jordival. | 11–12. évad                                |
| Sofia Gagliardi                                                      | Mariasole Pollio                                   | Hermann Lilla (12. évad)                            | 16 év körüli lány, aki szülei halála után Don Matteóval él a paplakban. Eleinte türelmetlen, de valójában jó és kedves lány. Összebarátkozik Sebával, akinek Alice-szal való viszonyát nagyon a szívére veszi. Később beleszeret (viszonzásul) a férfiba, Majd viszonyt kezd Jordival. | 11–12. évad                                |
| Cosimo Farina                                                        | Federico Ielapi                                    | Berecz Kristóf Uwe                                  | Gyermek, aki Don Matteóval együtt a paplakba költözik édesanyja halála után. Nagyon kötődik Cecchinihez. | 11. évad                                   |
| Ines La Cava                                                         | Aurora Menenti                                     | Gergely Alíz                                        | A paplak lakója, Sergio lánya. | 12–13. évad                                |
| Sergio La Cava                                                       | Dario Aita                                         | Szatory Dávid                                       | Börtönviselt férfi, Anna szerelme, Ines apja. | 12. évad, 13. évad (vendégszereplőként)    |
| Rita Trevi                                                           | Giulia Fiume                                       | Nádasi Veronika                                     | Don Matteo ismerőse, Sofia vér szerinti anyja. | 11. évad                                   |
| Sebastiano "Seba'' Brega                                             | Federico Russo                                     | Baráth István                                       | Sofia osztálytársa. Eljegyezte Alice-t, aki iránt erős bűntudatot érez a baleset után, amely őt érintette, de végül beleszeret, viszonozza Sofiát. | 11. évad                                   |
| Alice Croci                                                          | Anna Godina                                        | Károlyi Lili                                        | Seba barátnője. Egy autóbaleset miatt hat hónapig kómában maradt. Miután felébredt, miután megérezte Seba érzéseit Sofia iránt, kezd bánni riválisával. | 11. évad                                   |
| Jordi Ferrazzoli                                                     | Pasquale Di Nuzzo                                  | Czető Roland                                        | Sofia osztálytársa, egy fiú, akinek szenvedélye a tánc. Álma, hogy hivatásos táncos legyen, szertefoszlik, amikor egy buliban elveszíti bal lábát. Beleszeret Sofiába, aki meggyőzi őt, hogy ne adja fel az álmát. | 12. évad                                   |
| Federico Limoni                                                      | Mattia Teruzzi                                     | Czető Ádám                                          | Egy drogfüggő fia és Clementino féltestvére. Határozott, nehezen kezelhető, bizalmatlan fiú, akit Don Matteo fogad a paplakba, majd Massimo atya terelgeti a helyes irányba. Greta barátja. | 13. évad                                   |
| Greta Alunni                                                         | Giorgia Agata                                      | Farkas Fanni                                        | A kórház főorvosának lánya. Nagyon határozott lány, aki beleszeret Federicóba. Az évad során kiújul rákbetegsége. | 13. évad                                   |
| Doktor Alunni                                                        | Giovanni Izzo                                      | Szrna Krisztián                                     | Annak a kórháznak a vezetője, ahol Clementino ápolása zajlik. Greta apja. | 13. évad                                   |
| Caterina Limoni                                                      | Maria Roveran                                      | Mohácsi Nóra                                        | Federico Limoni édesanyja. Drogfüggősége miatt kapcsolata hullámzó fiával. | 13. évad                                   |
| Clementino Limoni                                                    | Federico Ciani                                     | Saját hangján                                       | Federico féltestvére, aki csecsemőkorában súlyos betegségekkel küzd az anyja drogos múltja és a tűzvész miatt. Később egy családhoz kerül. | 13. évad                                   |
| Giulia Mezzanotte                                                    | [[Federica Sabatini]]                              |                                                     | Ő Don Massimo féltestvére. Valójában az apja és egy titkárnő közötti házasságon kívüli kapcsolatból született, aki azonban 2 éves korában elhagyta őt, és az apjára hagyta. Bonyolult kapcsolata van Don Massimóval, aki még nem bocsátotta meg neki apja halálát, amit a pap szerint ő okozott egyik bohóckodásakor. Vidám lány, mindig készségesen segít másokon. Tudja, hogyan kell hallgatni, valójában ő az egyetlen ember, akivel Diegonak sikerült megosztania múltbeli traumáit. | 14. évad                                   |
| Bartolomeo ''Bart'' Bonacina                                         | Francesco Baffo                                    |                                                     | Az új gyerek a papházban. Down-szindrómában szenved. Nagy szenvedélye a méhészkedés. | 14. évad                                   |
| Don Matteo ismerősei                                                 |                                                    |                                                     | |                                            |
| Susi Dallara                                                         | Sydne Rome                                         | Tóth Judit                                          | Don Matteo iskolaigazgató barátja. | 7–14. évad                                 |
| Spartaco                                                             | Spartaco Grilli                                    | Berzsenyi Zoltán                                    | Annak a bárnak a tulajdonosa, ahol Don Matteo és Cecchini sakkozni találkoznak a spoletói Piazza del duomo téren. | 9–14. évad                                 |
| Aldo Ciarulli                                                        | Christian Ginepro                                  | Elek Ferenc                                         | Élelmiszer-feldolgozók házhoz menő értékesítési képviselője. | 9. évad                                    |
| Egyházi személyek                                                    |                                                    |                                                     | |                                            |
| Mária nővér                                                          | Astra Lanz                                         | Sánta Annamária (6–8. évad), (11–12. évad)          | A kolostor vezetője. | 6–12. évad                                 |
| Mária nővér                                                          | Astra Lanz                                         | Huszárik Kata (9–10. évad)                          | A kolostor vezetője. | 6–12. évad                                 |
| Guido püspök                                                         | Gastone Moschin (1–2. évad)                        | Rajhona Ádám (1–2. évad)                            | Gubbio püspöke, Don Matteo régi barátja. | 1–3. évad, 9. évad (vendégszereplőként)    |
| Guido püspök                                                         | Renato Carpentieri (3. évad)                       | Kovács Gyula (3. évad)                              | Gubbio püspöke, Don Matteo régi barátja. | 1–3. évad, 9. évad (vendégszereplőként)    |
| Guido püspök                                                         | Nino Fuscagni (9. évad)                            |                                                     | Gubbio püspöke, Don Matteo régi barátja. | 1–3. évad, 9. évad (vendégszereplőként)    |
| Vicario Giovanni Della Valle                                         | Mauro Pirovano                                     |                                                     | Bishop Guido asszisztense (helytelenül "vikáriusnak" nevezték) az első évadban. | 1. évad                                    |
| Mons. Benelli püspök                                                 | Philippe Leroy                                     | Áron László                                         | Gubbio püspöke, Don Matteo régi barátja. | 6–7. évad                                  |
| Spoleto püspöke                                                      | Giancarlo Magalli                                  | Berzsenyi Zoltán                                    | Spoleto püspöke, Don Massimo barátja. | 13–14. évad                                |

## Évadok
A Don Matteo című sorozatból tizennégy évad alatt 275 rész készült.
| Évad | Évad | Epizódok | Eredeti sugárzás     | Eredeti sugárzás   |
| Évad | Évad | Epizódok | Évadpremier          | Évadfinálé         |
| ---- | ---- | -------- | -------------------- | ------------------ |
|      | 1    | 16       | 2000. január 7.      | 2000. február 20.  |
|      | 2    | 16       | 2001. október 21.    | 2001. december 9.  |
|      | 3    | 16       | 2002. szeptember 27. | 2002. november 15. |
|      | 4    | 24       | 2004. február 19.    | 2004. május 6.     |
|      | 5    | 24       | 2006. február 1.     | 2006. április 27.  |
|      | 6    | 24       | 2008. január 17.     | 2008. április 10.  |
|      | 7    | 24       | 2009. szeptember 10. | 2009. november 26. |
|      | 8    | 24       | 2011. szeptember 15. | 2011. december 8.  |
|      | 9    | 26       | 2014. január 9.      | 2014. április 10.  |
|      | 10   | 26       | 2016. január 7.      | 2016. április 14.  |
|      | 11   | 25       | 2018. január 11.     | 2018. április 19.  |
|      | 12   | 10       | 2020. január 9.      | 2020. március 19.  |
|      | 13   | 10       | 2022. március 31.    | 2022. május 26.    |
|      | 14   | 10       | 2024. október 17.    | 2024. december 19. |

### Első évad (2000)
Az első részben Don Matteo megérkezik a városba a missziósterületekről, hogy átvegye Don Luigi megüresedett plébániáját. Ekkor püspöke felhívja a figyelmét arra, hogy ne folytassa azt a kellemetlen szokását, hogy belekotnyeleskedik az illetékes hatóság nyomozati munkájába. Ezt az intelmet már az első részben meg kell, hogy szegje, mivel egy asszony fordul hozzá segítségért. Ekkor ismerkedik meg Cecchini főtörzsőrmesterrel és Anceschi századossal. A további részekben, amellett, hogy Don Matteo számos ügyet megold, segítséget nyújt Nerino Bertolaccinak. A kisfiút a nagymamája nevelte, mivel az édesapja börtönbe került, de a bérleti díj elmaradása miatt Don Matteóhoz kell költözniük. Az Ítéletre várva című részben Don Matteót letartóztatják, mivel egy gyilkosság helyszínén a kezében találnak egy fegyvert.
| Sor. | Év. | Cím                                                | Rendező        | Író                                                     | Premier           |
| ---- | --- | -------------------------------------------------- | -------------- | ------------------------------------------------------- | ----------------- |
| 1.   | 1.  | Az idegen (Lo straniero)                           | Enrico Oldoini | Alessandro Bencivenni, Carlo Mazzotta, Domenico Saverni | 2000. január 7.   |
| 2.   | 2.  | Rutinműtét (Una banale operazione)                 | Enrico Oldoini | Paola Catella, Carlo Mazzotta                           | 2000. január 7.   |
| 3.   | 3.  | Meg kell szólalni! (Il coraggio di parlare)        | Enrico Oldoini | Anna Samueli, Carlo Mazzotta                            | 2000. január 14.  |
| 4.   | 4.  | Anna (Anna)                                        | Enrico Oldoini | Francesca Panzarella                                    | 2000. január 14.  |
| 5.   | 5.  | A skorpió stratégia (La strategia dello scorpione) | Enrico Oldoini | Carlo Mazzotta                                          | 2000. január 21.  |
| 6.   | 6.  | Szimat kérdése (Questione di fiuto)                | Enrico Oldoini | Paola Catella                                           | 2000. január 21.  |
| 7.   | 7.  | Az antik rózsa (La rosa antica)                    | Enrico Oldoini | Anna Samueli                                            | 2000. január 28.  |
| 8.   | 8.  | A kis angyal (Il piccolo angelo)                   | Enrico Oldoini | Alessandro Bencivenni, Domenico Saverni                 | 2000. január 28.  |
| 9.   | 9.  | Ítéletre várva (In attesa di giudizio)             | Enrico Oldoini | Alessandro Bencivenni, Domenico Saverni                 | 2000. február 4.  |
| 10.  | 10. | A zsarolás (Il ricatto)                            | Enrico Oldoini | Carlo Mazzotta                                          | 2000. február 4.  |
| 11.  | 11. | A színész (L'attore)                               | Enrico Oldoini | Paola Catella, Carlo Mazzotta                           | 2000. február 11. |
| 12.  | 12. | Mámoros állapot (Stato di ebbrezza)                | Enrico Oldoini | Anna Samueli                                            | 2000. február 11. |
| 13.  | 13. | Bűntény az egyetemen (Delitto accademico)          | Enrico Oldoini | Carlo Mazzotta, Luca Manfredi                           | 2000. február 18. |
| 14.  | 14. | Szerelem korhatár nélkül (Amore senza età)         | Enrico Oldoini | Carlo Mazzotta                                          | 2000. február 18. |
| 15.  | 15. | A szenvedély tüze (Il fuoco della passione)        | Enrico Oldoini | Anna Samueli                                            | 2000. február 20. |
| 16.  | 16. | Rohadt gyümölcs (La mela marcia)                   | Enrico Oldoini | Paola Catella, Carlo Mazzotta                           | 2000. február 20. |

### Második évad (2001)
A második évadban tovább folytatódnak Don Matteo és a csendőrség kalandjai: meg kell birkózniuk mérgezéssel, csalással, gyilkossággal, emberrablással és jó néhány más bűnténnyel. A nyomozások közben Anceschi kapitány és Cecchini is egyre többször kell, hogy szembesüljön saját és környezetük hibáival. Előbbit agglegénységével sokszor piszkálja a főtörzsőrmester, de többször szembesülnie kell magányával, illetve barátainak és az általa tisztelt személyek bűneivel. Cecchini pedig amellett, hogy súlyos vádakkal illetik (amiből Don Matteo és Anceschi rángatja ki), kénytelen belátni, hogy apaként ő is hibázhat. A kamaszodó Patrizia összetöri a család autóját, és bolti lopáson is érik. Emellett a plébánián is zajlik az élet. Natalina, Pippo és Elide nagyi keresik a helyüket a világban, még házaló ügynökként is kipróbálják magukat. Don Matteo pedig kénytelen azzal szembesülni, hogy Nerino kamaszodik: lóg az iskolából, rosszak a jegyei, este kimaradozik, az évadzáró részben pedig cigizés közben tüzet okoz.
| Sor. | Év. | Cím                                                                    | Rendező        | Író                                 | Premier            |
| ---- | --- | ---------------------------------------------------------------------- | -------------- | ----------------------------------- | ------------------ |
| 17.  | 1.  | A mérgezett alma (La mela avvelenata)                                  | Leone Pompucci | Francesca Melandri                  | 2001. október 21.  |
| 18.  | 2.  | Megbélyegezve (Il marchio sulla pelle)                                 | Leone Pompucci | Francesca Melandri                  | 2001. október 21.  |
| 19.  | 3.  | A jégszív (Cuore di ghiaccio)                                          | Leone Pompucci | Carlo Mazzotta                      | 2001. október 28.  |
| 20.  | 4.  | A mágus (Il mago)                                                      | Andrea Barzini | Anna Samueli                        | 2001. október 28.  |
| 21.  | 5.  | Az öt homár (Cinque astici)                                            | Andrea Barzini | Duccio Camerini                     | 2001. november 4.  |
| 22.  | 6.  | A bosszú (Un uomo onesto)                                              | Leone Pompucci | Duccio Camerini                     | 2001. november 4.  |
| 23.  | 7.  | A kirándulás (Il torpedone)                                            | Leone Pompucci | Massimo Torre                       | 2001. november 11. |
| 24.  | 8.  | Nehézsúly (Peso massimo)                                               | Leone Pompucci | Mauro Marsili, Isabella Franconetti | 2001. november 11. |
| 25.  | 9.  | Az igaz hivatástudat (Mossa d'azzardo)                                 | Andrea Barzini | Carlo Mazzotta                      | 2001. november 18. |
| 26.  | 10. | Feleséget és jószágot messziről ne hozz (Moglie e buoi dei paesi tuoi) | Andrea Barzini | Mauro Marsili, Isabella Franconetti | 2001. november 18. |
| 27.  | 11. | A zenekar (La banda)                                                   | Andrea Barzini | Francesca Melandri                  | 2001. november 25. |
| 28.  | 12. | Kígyómarás (Il morso del serpente)                                     | Leone Pompucci | Massimo Torre                       | 2001. november 25. |
| 29.  | 13. | A Szent Máj (Questione di fegato)                                      | Andrea Barzini | Anna Samueli                        | 2001. december 2.  |
| 30.  | 14. | Játék a tűzzel (Scherzare col fuoco)                                   | Leone Pompucci | Anna Samueli                        | 2001. december 2.  |
| 31.  | 15. | Játékon kívül (Fuori gioco)                                            | Andrea Barzini | Carlo Mazzotta                      | 2001. december 9.  |
| 32.  | 16. | A vallomás (La confessione)                                            | Andrea Barzini | Massimo Torre                       | 2001. december 9.  |

### Harmadik évad (2002)
Az évad elején Don Matteo új felettest kap, miután barátját, Guido püspököt bíborossá nevezik ki. Utóda egy korábbi kapucinus szerzetes lett. Emellett egy fatális tévedés miatt sokan hiszik azt, hogy nyertek a lottón, még Natalina, Cecchini és Anceschi is. Miután kiderül, hogy egy balszerencsés eset szenvedő alanyai, a jólét helyett tovább segítik Don Matteo munkáját. Az évad során öngyilkossággal, gyilkossággal, istállótűzzel és még sok más problémával kell szembesülniük.
A szálak azonban egyre bővülnek. Cecchini főtörzsőrmester családja egyre többször kerül be a történetbe: Patrizia „bepasizott”, míg Caterina egy nyomozásban is részt vesz. Az évad során Natalináról kiderül, hogy artistaként dolgozott és megismerünk egy Marie nevű nőt, aki szerelmes volt Matteo atyába. Emellett Don Matteo csalódik egy barátjában, akiről kiderül, hogy fotóit megrendezte, és gyilkossá is válik, továbbá nyomoznia is kell egy kolostorban, feltárva a szerzetesek lelki problémáit. Natalina szerelmes lesz egy szélhámosba. Anceschi pedig elkezd nyitni Don Matteo irányába.
| Sor. | Év. | Cím                                                           | Rendező        | Író                                               | Premier              |
| ---- | --- | ------------------------------------------------------------- | -------------- | ------------------------------------------------- | -------------------- |
| 33.  | 1.  | A szív titkai (I segreti del cuore)                           | Enrico Oldoini | Francesca Melandri                                | 2002. szeptember 27. |
| 34.  | 2.  | A szerelemhez sosincs késő (In amore non è mai troppo tardi)  | Leone Pompucci | Francesca Melandri                                | 2002. szeptember 27. |
| 35.  | 3.  | Botrány a városban (Scandalo in città)                        | Enrico Oldoini | Mauro Marsili, Isabella Franconetti               | 2002. október 4.     |
| 36.  | 4.  | Emberrablás (Sequestro di persona)                            | Andrea Barzini | Anna Samueli                                      | 2002. október 4.     |
| 37.  | 5.  | Kísért a múlt (Il passato ritorna)                            | Enrico Oldoini | Massimo Torre                                     | 2002. október 11.    |
| 38.  | 6.  | Rémület a színpadon (Paura in palcoscenico)                   | Andrea Barzini | Andrea Barzini, Mariella Sellitti, Chiara Barzini | 2002. október 11.    |
| 39.  | 7.  | Szépségfarm (Beauty Farm)                                     | Andrea Barzini | Andrea Barzini, Chiara Barzini, Mariella Sellitti | 2002. október 18.    |
| 40.  | 8.  | Különös megbízás (L'incarico)                                 | Andrea Barzini | Duccio Camerini                                   | 2002. október 18.    |
| 41.  | 9.  | Szépségek (Bellissima)                                        | Enrico Oldoini | Anna Samueli                                      | 2002. október 25.    |
| 42.  | 10. | A kolostor rejtélye (Il mistero del convento)                 | Leone Pompucci | Duccio Camerini                                   | 2002. október 25.    |
| 43.  | 11. | A tanú (Il testimone)                                         | Andrea Barzini | Andrea Barzini, Chiara Barzini, Mariella Sellitti | 2002. november 1.    |
| 44.  | 12. | Natalina szerelmes (Natalina innamorata)                      | Leone Pompucci | Duccio Camerini                                   | 2002. november 1.    |
| 45.  | 13. | Három esküvő és egy télapó (Tre matrimoni e un… Babbo Natale) | Andrea Barzini | Marco Tiberi                                      | 2002. november 8.    |
| 46.  | 14. | A sakk királya (Il re degli scacchi)                          | Andrea Barzini | Duccio Camerini                                   | 2002. november 8.    |
| 47.  | 15. | Névtelen levelek (Duccio Camerini)                            | Leone Pompucci | Duccio Camerini                                   | 2002. november 15.   |
| 48.  | 16. | Repülés (Il volo)                                             | Andrea Barzini | Mauro Marsili, Isabella Franconetti               | 2002. november 15.   |

### Negyedik évad (2004)
Az évad első részében egy polgármester-választás köré szerveződik a történet. Az egyik helyi párt jelöltjét megölik a kampány során, ezért a párt új jelöltje dr. Laura Respighi lesz, aki meg is nyeri a választást. Mivel ő egy csendőrezredes lánya, ezért kiállhatatlannak tartja a csendőröket, de Anceschiben felfedez valamit, ami ezt az érzést csökkenti. A következő részben Don Matteót a Vatikánba hívják nyomozni, aki magával viszi a századost és Cecchinit álnéven. Emellett megérkezik Bolíviából Camilla, akiről azt mondják, hogy Don Matteo lánya, de valójában csak a keresztlánya. Az évad során Anceschi százados is számtalan bonyodalomba kerül. Egy rablás során súlyos sebesülést szenved, de az életét megmentő lányt holtan találják, ezért nyomozásba kezd. Emellett gyilkossági ügybe is keverik azok, akiket 1993-ban lebuktatott azon akcióban, amelyben apja Emanuele is meghalt. Hiába próbálja bevallani érzéseit Laurának, korán sincs meg benne az a határozottság, amely a munkahelyén megvan, ráadásul egy ügy kapcsán felmerül benne az a gyanú, hogy Laura is bűnös. Laura brucellózisjárvány következtében súlyos tünetekkel kerül kórházba, s ekkor vallja be Anceschi, hogy szereti, de a nő ezt nem érzékeli. Az évad végén azonban Don Matteo templomában bevallja érzéseit neki.
Matteo atyát az évad során megpróbálják sztrichninnel megmérgezni, illetve lelőni. Emellett a Cecchini család is bajba keveredik. Patrizia szeme megsérül, ezért a főtörzs tudtán kívül egy igen előnytelen üzlet részese lesz, míg Assuntinát elrabolják, mivel rosszkor volt rossz helyen.
| Sor. | Év. | Cím                                                     | Rendező        | Író                                      | Premier           | Nézettség |
| ---- | --- | ------------------------------------------------------- | -------------- | ---------------------------------------- | ----------------- | --------- |
| 49.  | 1.  | Az új polgármester (Campagna elettorale)                | Andrea Barzini | Anna Samueli, Francesco Balletta         | 2004. február 19. | 8 110 000 |
| 50.  | 2.  | Gyilkosság a könyvtárban (Delitto in biblioteca)        | Giulio Base    | Domenico Saverni, Alessandro Bencivenni  | 2004. február 19. | 7 447 000 |
| 51.  | 3.  | Apám börtönviselt (Mio padre è stato in carcere)        | Giulio Base    | Duccio Camerini                          | 2004. február 26. | 5 592 000 |
| 52.  | 4.  | Életre szóló adósság (Debito per la vita)               | Giulio Base    | Carlo Mazzotta                           | 2004. február 26. | 5 805 000 |
| 53.  | 5.  | A táncverseny (Gara di ballo)                           | Giulio Base    | Massimo Torre                            | 2004. március 4.  | 7 232 000 |
| 54.  | 6.  | Halál hajnalban (Morte all'alba)                        | Andrea Barzini | Massimo Torre                            | 2004. március 4.  | 7 131 000 |
| 55.  | 7.  | A 23. pont (Comma 23)                                   | Andrea Barzini | Duccio Camerini                          | 2004. március 11. | 6 578 000 |
| 56.  | 8.  | Keserű pohár (Il calice avvelenato)                     | Giulio Base    | Francesca Melandri                       | 2004. március 11. | 6 257 000 |
| 57.  | 9.  | A bőrönd (La valigia)                                   | Andrea Barzini | Mariella Sellitti                        | 2004. március 18. | 7 430 000 |
| 58.  | 10. | Lopott szerelem (L'amore rubato)                        | Giulio Base    | Anna Samueli, Francesco Balletta         | 2004. március 18. | 6 850 000 |
| 59.  | 11. | A szív kisiklásai (I volteggi del cuore)                | Giulio Base    | Stefano Sudriè                           | 2004. április 25. | 6 794 000 |
| 60.  | 12. | Gyilkosság egyenes adásban (Delitto in diretta)         | Andrea Barzini | Mauro Marsili, Isabella Franconetti      | 2004. március 25. | 5 738 000 |
| 61.  | 13. | Titkos nyomozás (Indagine riservata)                    | Andrea Barzini | Domenico Saverni, Alessandro Bencivenni  | 2004. április 1.  | 7 932 000 |
| 62.  | 14. | Különös idegen (L'estraneo)                             | Giulio Base    | Mauro Marsili, Isabella Franconetti      | 2004. április 1.  | 7 633 000 |
| 63.  | 15. | Titkok és hazugságok (Misteri e bugie)                  | Andrea Barzini | Francesca Melandri                       | 2004. április 8.  | 6 003 000 |
| 64.  | 16. | A függöny mögött (Dietro il sipario)                    | Andrea Barzini | Carlo Mazzotta, Herbert Simone Paragnani | 2004. április 8.  | 6 549 000 |
| 65.  | 17. | Értékes portéka (Merce preziosa)                        | Andrea Barzini | Francesca Melandri                       | 2004. április 15. | 7 698 000 |
| 66.  | 18. | A tehetség (Il dono)                                    | Andrea Barzini | Massimo Torre                            | 2004. április 15. | 7 257 000 |
| 67.  | 19. | A gyanú (Il sospetto)                                   | Andrea Barzini | Carlo Mazzotta                           | 2004. április 22. | 7 887 000 |
| 68.  | 20. | Törvényszerűség (La legge del caso)                     | Andrea Barzini | Mariella Sellitti                        | 2004. április 22. | 7 092 000 |
| 69.  | 21. | Magányos szívek (Cuori solitari)                        | Giulio Base    | Mauro Marsili, Isabella Franconcetti     | 2004. április 29. | 8 078 000 |
| 70.  | 22. | Kövér tehén, sovány tehén (Vacche grasse, vacche magre) | Giulio Base    | Francesca Melandri                       | 2004. április 29. | 7 324 000 |
| 71.  | 23. | A gyermek (Il delitto del biberon)                      | Giulio Base    | Anna Samueli                             | 2004. május 6.    | 7 871 000 |
| 72.  | 24. | Három lövés a sötétben (Tre spari nel buio)             | Giulio Base    | Duccio Camerini                          | 2004. május 6.    | 7 359 000 |

### Ötödik évad (2006)
Az évad első részében megérkezik Tommaso, a paplak legújabb lakosa. Cecchini főtörzsőrmester a Dallamról dallamra (Nota la nota) zenei vetélkedőben vesz részt, ahol vélhetően jószívűsége miatt elbukja azt a 25 000 eurót, amelyből elvitte volna a családját nyaralni. Feleségével pedig úgy félreértik egymás „igényeit”, hogy a csendőr már a válást vetíti előre, pedig Caterina csak egy kis határozottságot és odafigyelést vár tőle. A főtörzs ráadásul hatalmas lelki válságba kerül, amikor vétlenül elüt egy kerékpározó kisfiút, Francescót. Minden erejével azon van, hogy a fiú megbocsásson neki, ráadásul ez alatt még a fiú apját is megmenti. Anceschi százados és Laura kapcsolata szeszélyesen alakul. Előbb a férfi egy jóslat hatására féltékeny lesz a nőre, majd pedig egy régi ismerőse, Clara kerül gyanúba, akivel hat évvel korábban jó viszonyban volt, és akinek történetesen van egy Flavio nevű hatéves fia, akiről később kiderül, hogy nem is a századosé. Az újból és újból felmerülő ügyek miatti nézeteltérések, balesetek, múltbéli problémák további bonyodalmakat okoznak. Ezen esetek közé tartozik, amikor Laura átmenetileg felfüggeszti a vadásztársaság működését vagy amikor a két, igazán különböző anyósjelölt egyszerre érkezik meg Gubbióba. A századost – aki egy volt felettese fiának halála miatt nyomoz – Natalinával együtt elrabolják, de az atya és a főtörzs kiszabadítják őket. Anceschire szabadnapján eszméletlenül találnak rá, s ébredése után az eset kimozdítja a férfit a komfortzónájából, Laura következő választási kampányában egy riporternő is meghal, aki a nőnek kínos kérdéseket tett fel, így Laura asszisztense is Anceschiék nyomozásának látókörébe kerül, ráadásul az anyósjelöltek is civódnak egymással. Eközben Matteo atya továbbra is nyughatatlanul segíti az igazságszolgáltatást, de egy mexikóvárosi védence, José nagy bajt hoz a papra. Don Matteo az évad végén az Amazonas térségébe utazik egy hároméves küldetésre, míg Laura és Anceschi százados Velencébe utaznak, nászútra.
| Sor. | Év. | Cím                                            | Rendező              | Író                              | Premier           |
| ---- | --- | ---------------------------------------------- | -------------------- | -------------------------------- | ----------------- |
| 73.  | 1.  | Leszámolás a múlttal (I conti col passato)     | Elisabetta Marchetti | Carlo Mazzotta, Vinicio Canton   | 2006. február 1.  |
| 74.  | 2.  | Halálos szerelem (Tarocchi di sangue)          | Giulio Base          | Cecilia Calvi                    | 2006. február 1.  |
| 75.  | 3.  | Dallamról dallamra (Al chiaro di luna)         | Elisabetta Marchetti | Mauro Graiani                    | 2006. február 2.  |
| 76.  | 4.  | A képtolvaj (Falso d'autore)                   | Giulio Base          | Mariella Sellitti                | 2006. február 2.  |
| 77.  | 5.  | Az utolsó feladvány (Ultimo enigma)            | Giulio Base          | Mauro Graiani                    | 2006. február 9.  |
| 78.  | 6.  | Az angol turista (Turista inglese)             | Elisabetta Marchetti | Giuseppe Furno                   | 2006. február 9.  |
| 79.  | 7.  | Önvédelem (Legittima difesa)                   | Elisabetta Marchetti | Alfredo Arciero                  | 2009. február 16. |
| 80.  | 8.  | A nevetés ereje (La forza del sorriso)         | Elisabetta Marchetti | Carlo Mazzotta                   | 2009. február 16. |
| 81.  | 9.  | Az utolsó zsákmány (Ultima preda)              | Giulio Base          | Francesco Arlanch                | 2009. február 23. |
| 82.  | 10. | Egy csendes vasárnap (Una domenica tranquilla) | Elisabetta Marchetti | Lea Tafuri, Luisa Cotta Ramosino | 2009. február 23. |
| 83.  | 11. | Tévedni emberi dolog (Errore umano)            | Giulio Base          | Carlo Mazzotta                   | 2006. március 9.  |
| 84.  | 12. | Összetört álmok (Sogno spezzato)               | Elisabetta Marchetti | Mauro Graiani, Lisetta Renzi     | 2006. március 9.  |
| 85.  | 13. | Elsőbálozók (Il ballo delle debuttanti)        | Elisabetta Marchetti | Mariella Sellitti                | 2006. március 16. |
| 86.  | 14. | Mérgezett víz (Acque avvelenate)               | Giulio Base          | Francesca Panzarella             | 2006. március 16. |
| 87.  | 15. | Mi potyog az égből? (Caduta dal cielo)         | Carmine Elia         | Lea Tafuri                       | 2006. március 23. |
| 88.  | 16. | Álmok és kötelességek (Sogni e bisogni)        | Elisabetta Marchetti | Giovanna Caico                   | 2006. március 23. |
| 89.  | 17. | Emlékezetkihagyás (Vuoto di memoria)           | Carmine Elia         | Luca Manzi, Mauro Graiani        | 2006. március 30. |
| 90.  | 18. | A szennyes (Panni sporchi)                     | Elisabetta Marchetti | Francesco Arlanch                | 2006. március 30. |
| 91.  | 19. | Arabeszk (Arabesque)                           | Carmine Elia         | Mariella Sellitti                | 2006. április 6.  |
| 92.  | 20. | A győztes paripa (Cavallo vincente)            | Carmine Elia         | Carlo Mazzotta                   | 2006. április 13. |
| 93.  | 21. | Az utolsó ítélet (Giudizio universale)         | Elisabetta Marchetti | Lea Tafuri                       | 2006. április 13. |
| 94.  | 22. | A szív választásai (Le elezioni del cuore)     | Elisabetta Marchetti | Mauro Graiani                    | 2006. április 20. |
| 95.  | 23. | Sorsdöntő levelek (La posta in gioco)          | Elisabetta Marchetti | Mauro Graiani                    | 2006. április 20. |
| 96.  | 24. | Bajos indulás (Falsa partenza)                 | Elisabetta Marchetti | Mauro Graiani                    | 2006. április 27. |

### Hatodik évad (2008)
Sok minden megváltozott azóta, hogy Matteo atya elutazott a misszióba: Tomasso elkerült a paplakból, Anceschi százados helyét Tomassi százados vette át (Don Matteo visszatérésének napján 6 hónapja, 23 és fél napja volt a kaszárnya élén), a kolostor élére pedig Mária nővér került. Az első részben Don Matteo, egy spontán népünnepély keretében visszatér Gubbióba, s megismerhetjük Mária nővért, aki egy félreértés következtében az atyát zsebtolvajnak véli. Erős, szigorú személyiség, de idővel Matteo atya barátja lesz és kiderül, hogy nem rosszak a szándékai, csak a saját múltja nyomasztja. Cecchini eleinte nem rajong a századosért, de miután a férfi az akarata ellenére a szomszédja lesz (illetve az atya rábeszélésére) jó barátságba kerülnek. Számos alkalommal próbál meg segíteni új felettesének: van, amikor ez jól sül el (lásd a Tomassi által megnyert, s egykor valóban meg is rendezett Giro dell'Umbria kerékpárversernyt), van, amikor csak a szándék jó (főleg az Amandával kapcsolatos dolgok: étteremválasztás, virágküldés, telefonbeszélgetések), s van, amikor ez nehezére esik (evezés, futás). Időközben megpróbálja előkelő rokonának fiát, Severinót (aki később csendőrként tér vissza) Patriziával összeboronálni, ami a lánynak egyáltalán nincs kedvére, mivel ő a századosba szerelmes. A főtörzs szerepelhet a RAI Sztárszakácsok (La prova del couco) című műsorában. A százados párja, Amanda is vissza-visszatérő vendég, ami számos konfliktust eredményez és kapcsolatuk is ingadozó, emellett a férfi édesanyja sem szíveli a nőt. Natalina modellmagazinba kerül, és az öccse, Raniero is felbukkan. Pippo pedig megpróbál olcsón lakáshoz jutni, de ez a terve meghiúsul, illetve egy hölgy, Clodette néni érkezik hozzá Franciaországból 300 000 eurós örökséggel, ám kiderül, hogy Pippo nem Gemignani, hanem Gimignani, így napvilágra kerül a tévedés, és nem jut pénzhez.
| Sor. | Év. | Cím                                                                    | Rendező              | Író                                          | Premier           |
| ---- | --- | ---------------------------------------------------------------------- | -------------------- | -------------------------------------------- | ----------------- |
| 97.  | 1.  | Isten hozta itthon, Don Matteo (Bentornato don Matteo)                 | Elisabetta Marchetti | Mauro Graiani                                | 2008. január 17.  |
| 98.  | 2.  | A kávé illata (Profumo di caffè)                                       | Elisabetta Marchetti | Mauro Graiani                                | 2008. január 17.  |
| 99.  | 3.  | Csokoládé (Cioccolata)                                                 | Elisabetta Marchetti | Paolo Logli, Alessandro Pondi, Mauro Graiani | 2008. január 24.  |
| 100. | 4.  | Angelo szobája (La stanza di un angelo)                                | Elisabetta Marchetti | Cecilia Calvi, Giuseppe Furno                | 2008. január 24.  |
| 101. | 5.  | A táncosnő (La minicubista)                                            | Fabrizio Costa       | Francesca Melandri                           | 2008. január 31.  |
| 102. | 6.  | Asparto halála (Morte di un cantastorie)                               | Elisabetta Marchetti | Cecilia Calvi, Paolo Logli, Alessandro Pondi | 2008. január 31.  |
| 103. | 7.  | A pedálozás ritmusa (Il ritmo dei pedali)                              | Fabrizio Costa       | Francesco Arlanch                            | 2008. február 7.  |
| 104. | 8.  | A délben eltűnt kutya esete (Il caso del cane scomparso a mezzogiorno) | Elisabetta Marchetti | Mariella Sellitti                            | 2008. február 7.  |
| 105. | 9.  | Leheletnyi púder (Un tocco di fard)                                    | Fabrizio Costa       | Mariella Sellitti                            | 2008. február 14. |
| 106. | 10. | Érezd jól magad! (Trattamento di benessere)                            | Fabrizio Costa       | Francesco Arlanch                            | 2008. február 14. |
| 107. | 11. | Egy nyugtalan szellem (Uno spirito inquieto)                           | Fabrizio Costa       | Francesca Melandri                           | 2008. február 21. |
| 108. | 12. | A mások titka (I segreti degli altri)                                  | Elisabetta Marchetti | Francesca Melandri                           | 2008. február 21. |
| 109. | 13. | Francesca és a farkas (Francesca e il lupo)                            | Fabrizio Costa       | Mauro Graiani                                | 2008. március 6.  |
| 110. | 14. | A vágyak körhintája (La giostra dei desideri)                          | Fabrizio Costa       | Mauro Graiani                                | 2008. március 6.  |
| 111. | 15. | A megmentő (Io ti salverò)                                             | Fabrizio Costa       | Mario Ruggeri                                | 2008. március 13. |
| 112. | 16. | Natalina Valentin-napja (Un San Valentino per Natalina)                | Giulio Base          | Mauro Graiani                                | 2008. március 13. |
| 113. | 17. | Családon belül (Un sogno rubato)                                       | Giulio Base          | Francesca Melandri                           | 2008. március 20. |
| 114. | 18. | Ellopott álom (Incontri ravvicinati)                                   | Elisabetta Marchetti | Alfredo Arciero, Lea Tafuri                  | 2008. március 20. |
| 115. | 19. | Natalina fivére (Il fratello di Natalina)                              | Giulio Base          | Mario Ruggeri                                | 2008. március 27. |
| 116. | 20. | Érzelmi válság (Crisi sentimentale)                                    | Giulio Base          | Francesco Arlanch                            | 2008. március 27. |
| 117. | 21. | Jótékonysági árverés (Una buona annata)                                | Elisabetta Marchetti | Mario Ruggeri, Andrea Oliva                  | 2008. április 3.  |
| 118. | 22. | Orfeusz kincse (Il tesoro di Orfeo)                                    | Giulio Base          | Carlo Mazzotta, Andrea Oliva                 | 2008. április 3.  |
| 119. | 23. | Azok a jó gyerekek! (Bravi ragazzi)                                    | Elisabetta Marchetti | Mario Ruggeri, Lea Tafuri                    | 2008. április 10. |
| 120. | 24. | Nehéz próba (Una dura prova per don Matteo)                            | Elisabetta Marchetti | Carlo Mazzotta                               | 2008. április 10. |

### Hetedik évad (2009)
Az évad elején Patrizia visszatér Barcelonából Gubbióba, hogy az egyetemet követően megkezdje felnőtt életét. Egy félreértés következtében Giulio azt gondolja, hogy a lány szerelmes belé. Eközben Don Matteo tanári megbízást kap a helyi középiskolában. Giulio és Patrizia egyre közelebb kerülnek egymáshoz Amanda távolléte alatt. Ám a férfi nehezen tud dönteni a két nő között, ami számos megbántáshoz és bonyodalomhoz vezet. Végül megkéri Amanda kezét, de a nő habozása és elutasítása miatt szakít vele, annak ellenére, hogy kész lett volna érte elhagyni Gubbiót. Patriziával azonban két gond akad: a nagy korkülönbség és Cecchini főtörzsőrmester, ezért sokáig titokban tartják kapcsolatukat. Majd bonyodalmak alakulnak ki közöttük is, mire a lány úgy dönt, hogy visszatér Barcelonába. Ekkor Cecchini nagy nehezen áldását adja a kapcsolatra. Giulio és Cecchini az autóbuszról szállítják le Patriziát, aki megbocsát Tommasi századosnak. Az évad során megjelenik Agostino, aki Mária nővér zárdájában nem hajlandó beszélni, de Don Matteo paplakában nemcsak, hogy beszél, de otthonosan is érzi magát.
| Sor. | Év. | Cím                                                          | Rendező              | Író                                                | Premier              | Nézettség |
| ---- | --- | ------------------------------------------------------------ | -------------------- | -------------------------------------------------- | -------------------- | --------- |
| 121. | 1.  | Az utolsó ugrás (L'ultimo salto)                             | Lodovico Gasparini   | Mario Ruggeri                                      | 2009. szeptember 10. | 6 478 000 |
| 122. | 2.  | A nevelés művészete (Il mestiere di crescere)                | Lodovico Gasparini   | Lea Tafuri, Tiziana Lupi, Mario Ruggeri            | 2009. szeptember 10. | 5 298 000 |
| 123. | 3.  | A medve lábnyoma (Orma d'orso)                               | Lodovico Gasparini   | Francesco Arlanch, Andrea Valagussa                | 2009. szeptember 17. | 6 234 000 |
| 124. | 4.  | A névtelen lány (La ragazza senza nome)                      | Giulio Base          | Mauro Graiani                                      | 2009. szeptember 17. | 6 393 000 |
| 125. | 5.  | Ez nem vicc (Non è uno scherzo)                              | Lodovico Gasparini   | Francesco Arlanch, Andrea Valagussa                | 2009. szeptember 24. | 6 604 000 |
| 126. | 6.  | Prímszámok (Numeri primi)                                    | Lodovico Gasparini   | Mariolina Venezia, Mario Ruggeri                   | 2009. szeptember 24. | 5 734 000 |
| 127. | 7.  | A kolostor falain belül (Dietro le mura del convento)        | Lodovico Gasparini   | Mario Ruggeri, Andrea Oliva                        | 2009. október 1.     | 6 211 000 |
| 128. | 8.  | Kedves papa (Caro papà)                                      | Lodovico Gasparini   | Francesca Melandri, Francesco Arlanch              | 2009. október 1.     | 5 336 000 |
| 129. | 9.  | Becsületbeli ügy (Questione d'onore)                         | Giulio Base          | Francesca Melandri, Mario Ruggeri                  | 2009. október 8.     | 6 777 000 |
| 130. | 10. | Soha ne mondd, hogy harminc! (Mai dire trenta)               | Giulio Base          | Vittorio Testa, Lea Tafuri, Mauro Graiani          | 2009. október 8.     | 5 943 000 |
| 131. | 11. | A gyűrű (L'anello)                                           | Giulio Base          | Elena Bucaccio                                     | 2009. október 15.    | 6 695 000 |
| 132. | 12. | Ki ölte meg Ülő Bikát? (Chi ha ucciso Toro Seduto?)          | Giulio Base          | Mauro Graiani                                      | 2009. október 15.    | 5 782 000 |
| 133. | 13. | Nagyratörő célok (Mete ambiziose)                            | Giulio Base          | Maura Nuccetelli, Lea Tafuri                       | 2009. október 22.    | 6 836 000 |
| 134. | 14. | Az évforduló (L'anniversario)                                | Giulio Base          | Mauro Graiani                                      | 2009. október 22.    | 6 451 000 |
| 135. | 15. | Táncolj velem! (Balla con me)                                | Giulio Base          | Mauro Graiani                                      | 2009. október 29.    | 6 403 000 |
| 136. | 16. | Versenyfutás az idővel (Corsa contro il tempo)               | Giulio Base          | Mario Ruggeri                                      | 2009. október 29.    | 5 421 000 |
| 137. | 17. | Rossz úton (La cattiva strada)                               | Giulio Base          | Carlotta Wittig, Mario Ruggeri                     | 2009. november 5.    | 7 259 000 |
| 138. | 18. | Baráti csevegés (Amabile chiacchierata)                      | Giulio Base          | Mario Ruggeri, Tiziana Lupi                        | 2009. november 5.    | 6 477 000 |
| 139. | 19. | Tökéletesség (Perfetta)                                      | Giulio Base          | Francesca Melandri, Mauro Graiani, Mario Ruggeri   | 2009. november 12.   | 7 645 000 |
| 140. | 20. | Tangó (Tango)                                                | Giulio Base          | Elena Bucaccio                                     | 2009. november 12.   |           |
| 141. | 21. | Miért nem mondjuk el apának? (Perché non lo diciamo a papà?) | Giulio Base          | Francesca De Michelis, Mario Ruggeri               | 2009. november 19.   | 7 340 000 |
| 142. | 22. | A vacsora (Sai chi viene a cena?)                            | Giulio Base          | Mariella Sellitti                                  | 2009. november 19.   |           |
| 143. | 23. | Natalina pizzája (Una margherita per Natalina)               | Elisabetta Marchetti | Mauro Graiani, Luisa Cotta Ramosino, Mario Ruggeri | 2009. november 26.   | 7 863 000 |
| 144. | 24. | Minden áron (Ad ogni costo)                                  | Elisabetta Marchetti | Mario Ruggeri                                      | 2009. november 26.   | 7 169 000 |

### Nyolcadik évad (2011)
Az évad elején megismerkedünk Laurával, akit édesapja, Antonio motoron hoz Gubbióba, amikor ütköznek Don Matteóval, aki a férfi gyermekkori barátja. Egy bűnügy miatt Antonio börtönbe kerül, a várandós Laura pedig a paplak lakója lesz, és később találkozik a nővérét elveszítő Darióval, aki a barátja lesz. Az évad során megszületik lánya, Ester. A csendőrség életében megjelenik Andrea Conti, az új ügyésznő, akiről Tommasi anyja úgy véli, hogy a fia barátnője, később pedig az ügyésznő apja hiszi őket egy párnak. Eközben Cecchini főtörzsőrmester számos akadályt gördít Patrizia és Giulio szerelme elé, ráadásul olyan félelmeivel is meg kell küzdenie, hogy egy félreértett beszélgetés miatt úgy gondolja, hogy hat hónapja maradt hátra, vagy hogy Patrizia várandós, és Giulio nem akarja a gyermeket, illetve Giulio hibája miatt elbukják a megnyertnek hitt lottónyereményt, illetve az amnézia. Giulio féltékeny lesz, mivel megjelennek Patrizia spanyol barátai. Később meg akarja kérni Patrizia kezét, de mivel a lány a tervei szerint visszatér Barcelonába MA képzésre, Giulio előbb letesz erről a szándékáról, később mégis megkéri a lány kezét, aki elutazik a képzésre. A szülők eközben megpróbálnak haladni az esküvői előkészületekkel, de folyamatosan vitáznak egymással. Patrizia és Giulio tervezett frigye látszólag kútba esik, mivel a nő úgy véli, a férfi lekezeli őt, és alaptalan féltékenységével megzavar egy üzleti tárgyalást. Cecchini megpróbálja őket kibékíteni, mert tudja, hogy nagyrészt ő felelős ezért a helyzetért. A fiatalok azonban más irányba mozdulnak el: Giulio Andrea felé, Patrizia Fernando, a spanyol ügyvéd barátja felé, akivel hajlandó lenne Rómába utazni. Giulio egy nyomozás során agysérülést szenved, ezért Patrizia visszatér, a férfi pedig ébredése után a lányt szólítja. Ezután kibékülnek, s a lemondott esküvőt kezdik el újra megszervezni. Don Matteo jelenléte az esküvőn kétségessé válik, mivel Ester nagyszülei előbb Laurát fenyegetik meg a kislányért, majd Don Matteót csapják be, s vádoltatják meg nemi erőszak kísérletével, majd a nő sérülései és Don Matteo jelenléte miatt gyilkossági kísérlettel. Végül minden jóra fordul, s Don Matteo összeadja a fiatalokat, a fogadást pedig a templom előtti téren tartják meg.
| Sor. | Év. | Cím                                                        | Rendező          | Író                                                 | Premier              | Nézettség |
| ---- | --- | ---------------------------------------------------------- | ---------------- | --------------------------------------------------- | -------------------- | --------- |
| 145. | 1.  | Az én lányom volt (Era mia figlia)                         | Giulio Base      | Mario Ruggeri                                       | 2011. szeptember 15. | 5 932 000 |
| 146. | 2.  | Kábulatban (Rave party)                                    | Giulio Base      | Francesco Arlanch, Andrea Valagussa                 | 2011. szeptember 15. | 5 506 000 |
| 147. | 3.  | A szerelem próbája (Prova d'amore)                         | Giulio Base      | Mario Ruggeri                                       | 2011. szeptember 22. | 6 473 000 |
| 148. | 4.  | Az ember, aki tudott repülni (L'uomo che sapeva volare)    | Giulio Base      | Francesca De Michelis, Mario Ruggeri, Umberto Gnoli | 2011. szeptember 22. | 5 849 000 |
| 149. | 5.  | A visszatérés (Il ritorno)                                 | Giulio Base      | Mario Ruggeri, Tiziana Lupi                         | 2011. szeptember 29. | 7 165 000 |
| 150. | 6.  | Három testvér és egy dada (Tre nipoti e una tata)          | Giulio Base      | Mariella Sellitti                                   | 2011. szeptember 29. | 6 450 000 |
| 151. | 7.  | Severino szerelmes (Severino innamorato)                   | Giulio Base      | Luisa Cotta Ramosino, Lea Tafuri                    | 2011. október 6.     | 7 521 000 |
| 152. | 8.  | Egy másik élet (Un'altra vita)                             | Giulio Base      | Mariolina Venezia                                   | 2011. október 6.     | 6 311 000 |
| 153. | 9.  | Légy a feleségem! (Sposami)                                | Carmine Elia     | Mario Ruggeri, Umberto Gnoli                        | 2011. október 13.    | 7 217 000 |
| 154. | 10. | Rossz vicc (Tiro mancino)                                  | Carmine Elia     | Mario Ruggeri, Mauro Graiani                        | 2011. október 13.    | 6 146 000 |
| 155. | 11. | Az apósnak mindig igaza van (Il suocero ha sempre ragione) | Carmine Elia     | Mauro Graiani, Mario Ruggeri                        | 2011. október 20.    | 7 535 000 |
| 156. | 12. | Gubbio titka (I segreti di Gubbio)                         | Carmine Elia     | Luisa Cotta Ramosino, Lea Tafuri                    | 2011. október 20.    | 6 530 000 |
| 157. | 13. | Válaszd az életet! (Scelta di vita)                        | Carmine Elia     | Francesco Arlanch, Alessia Lepore                   | 2011. október 27.    | 7 453 000 |
| 158. | 14. | Y generáció (Generazione Y)                                | Carmine Elia     | Mariella Sellitti                                   | 2011. október 27.    | 6 793 000 |
| 159. | 15. | A legszebb nap (Il giorno più bello)                       | Carmine Elia     | Elena Bucaccio                                      | 2011. november 3.    | 7 814 000 |
| 160. | 16. | A csodagyermek (La bambina del miracolo)                   | Carmine Elia     | Sabina Marabini, Mario Ruggeri                      | 2011. november 3.    | 7 192 000 |
| 161. | 17. | Régi barátok (Vecchie amiche)                              | Fernando Muraca  | Mario Ruggeri, Viola Rispoli                        | 2011. november 10.   | 7 530 000 |
| 162. | 18. | Családi perpatvar (Il bambino conteso)                     | Fernando Muraca  | Valerio D’Annunzio                                  | 2011. november 10.   | 6 577 000 |
| 163. | 19. | A gyanú árnyéka (L'ombra del sospetto)                     | Fernando Muraca  | Mario Ruggeri, Sabina Marabini                      | 2011. november 17.   | 7 383 000 |
| 164. | 20. | Egy eltűnt lány (Indagine su una figlia)                   | Fernando Muraca  | Elena Bucaccio, Emanuela Canonico                   | 2011. november 17.   | 7 147 000 |
| 165. | 21. | A szerelem nem elég (L'amore non basta)                    | Salvatore Basile | Francesco Arlanch, Luisa Cotta Ramosino             | 2011. november 24.   | 7 404 000 |
| 166. | 22. | Árulások (Tradimenti)                                      | Salvatore Basile | Mario Ruggeri                                       | 2011. december 1.    | 8 445 000 |
| 167. | 23. | Minden elveszett (Tutto è perduto)                         | Salvatore Basile | Francesco Arlanch, Luisa Cotta Ramosino             | 2011. december 1.    | 7 919 000 |
| 168. | 24. | Don Matteót megvádolják (Don Matteo sotto accusa)          | Salvatore Basile | Mario Ruggeri                                       | 2011. december 8.    | 8 171 000 |

### Kilencedik évad (2014)
A nyolcadik évad befejezéséhez képest számtalan változás zajlott le a szereplők életében. Don Matteo és Cecchini főtörzsőrmester már nem nyomoznak együtt, mivel utóbbit az egész őrssel együtt Spoletóba helyezték át. Emellett utóbbi, bár kapott egy unokát, Martinát, autóbalesetben elveszítette lányát, Patriziát. Emiatt az özvegy Tommasi százados a kis Martinával még a Cecchini-lakásban él, míg Assuntina Rómában tanul. A lakásba pedig megérkezik Lia, a főtörzsőrmester unokahúga, aki számtalan bonyodalommal színesíti meg környezetének életét. Egy nyomozás során Don Matteo ismét együtt dolgozhat barátaival, sőt Cecchini közel 150 levelére hivatkozva Don Matteót püspöke Spoletóba helyezi át, akit követ Natalina, Pippo, Laura és Ester is. Az új paplakba befogadják Mária nővér próbaidős védencét, az argentin származású, s a húgát, Almát kereső Tomás Martinezt. A csendőrség pedig új ügyészt kap, Bianca Veneziát, aki korábban Tommasi osztálytársa volt. Az évad során Don Matteónak meggyűlik a baja a két fiatallal: Tomásra folyamatosan felügyelnie kell, míg Laura, akit Dario elhagyott, egy nős férfival lép viszonyba, de miután szakítanak, elhagyja lányát, Estert.
| Sor. | Év. | Cím                                                     | Rendező       | Író                                  | Premier           | Nézettség |
| ---- | --- | ------------------------------------------------------- | ------------- | ------------------------------------ | ----------------- | --------- |
| 169. | 1.  | Újrakezdés (Un nuovo inizio)                            | Monica Vullo  | Mario Ruggeri                        | 2014. január 9.   | 8 759 000 |
| 170. | 2.  | A második feleség (La seconda moglie)                   | Monica Vullo  | Umberto Gnoli, Mario Ruggeri         | 2014. január 9.   | 8 089 000 |
| 171. | 3.  | A vád tanúja (Testimone d'accusa)                       | Monica Vullo  | Mario Ruggeri                        | 2014. január 16.  | 8 091 000 |
| 172. | 4.  | A szerelem bizonyítéka (Prova d'amore)                  | Monica Vullo  | Viola Rispoli, Mario Ruggeri         | 2014. január 16.  | 7 679 000 |
| 173. | 5.  | Az élet győzelme (Il record della vita)                 | Monica Vullo  | Elena Bucaccio, Gabriele Cheli       | 2014. január 23.  | 8 311 000 |
| 174. | 6.  | A világtól elzárva (Fuori dal mondo)                    | Monica Vullo  | Umberto Gnoli                        | 2014. január 23.  | 7 441 000 |
| 175. | 7.  | Lányom helyett lányom (Il coraggio di una figlia)       | Monica Vullo  | Carlo Mazzotta                       | 2014. január 30.  | 8 257 000 |
| 176. | 8.  | Hajszálon függ az élet (Una vita sul filo)              | Monica Vullo  | Umberto Gnoli, Mariella Sellitti     | 2014. január 30.  | 7 700 000 |
| 177. | 9.  | Az utolsó bűntény (L'ultimo colpo)                      | Monica Vullo  | Luisa Cotta Ramosino                 | 2014. február 6.  | 8 176 000 |
| 178. | 10. | Számítógépes zaklatás (Cyberbulli)                      | Luca Ribuoli  | Umberto Gnoli                        | 2014. február 6.  | 7 273 000 |
| 179. | 11. | Közel, s mégis távol (Vicini e incredibilmente lontani) | Luca Ribuoli  | Luca Monesi                          | 2014. február 13. | 8 292 000 |
| 180. | 12. | Az elveszített fogadás (Scommessa perdente)             | Luca Ribuoli  | Luca Monesi                          | 2014. február 13. | 7 598 000 |
| 181. | 13. | A szerelem ára (Il prezzo dell'amore)                   | Luca Ribuoli  | Mario Ruggeri                        | 2014. február 27. | 8 226 000 |
| 182. | 14. | Az idegen lány (La straniera)                           | Luca Ribuoli  | Mario Ruggeri, Lorenzo Ruggeri       | 2014. február 27. | 7 626 000 |
| 183. | 15. | Prioritások (Questione di priorità)                     | Jan Michelini | Elena Bucaccio, Luisa Cotta Ramosino | 2014. március 6.  | 7 856 000 |
| 184. | 16. | A választás (La scelta)                                 | Luca Ribuoli  | Antonio Antonelli, Umberto Gnoli     | 2014. március 6.  | 7 195 000 |
| 185. | 17. | Vád alatt (Sotto accusa)                                | Jan Michelini | Umberto Gnoli                        | 2014. március 13. | 7 631 000 |
| 186. | 18. | A látnok (La veggente)                                  | Jan Michelini | Luca Monesi                          | 2014. március 13. | 6 908 000 |
| 187. | 19. | A dühös kisfiú (Il bambino conteso)                     | Jan Michelini | Viola Rispoli                        | 2014. március 20. | 8 139 000 |
| 188. | 20. | Az én fiam (Mio figlio)                                 | Jan Michelini | Carlo Mazzotta                       | 2014. március 20. | 7 090 000 |
| 189. | 21. | Családi ügyek (Affari di famiglia)                      | Monica Vullo  | Viola Rispoli                        | 2014. március 27. | 8 310 000 |
| 190. | 22. | Nincs vesztenivaló (Niente da perdere)                  | Monica Vullo  | Umberto Gnoli                        | 2014. március 27. | 7 385 000 |
| 191. | 23. | Egy igaz mese (Una favola vera)                         | Monica Vullo  | Carlo Mazzotta                       | 2014. április 3.  | 8 010 000 |
| 192. | 24. | Alma visszatér (Il ritorno di Alma)                     | Monica Vullo  | Antonio Antonelli                    | 2014. április 3.  | 7 324 000 |
| 193. | 25. | Régi emlékek (Vecchi ricordi)                           | Monica Vullo  | Mario Ruggeri, Daniela delle Foglie  | 2014. április 10. | 7 987 000 |
| 194. | 26. | Isten veled, Natalina! (Addio Natalina!)                | Monica Vullo  | Mario Ruggeri                        | 2014. április 10. | 7 945 000 |

### Tizedik évad (2016)
A Cecchini családban ismét bonyolódnak a szálak. A főtörzs mindenáron barátnőt akar Tommasi századosnak, aki viszont nem helyesli ezt az ötletet, mivel bizonytalan az érzéseiben Liával kapcsolatban. Lia éppen akkor ér Spoletóba mint frissen vizsgázott csendőr, amikor a főtörzs bemutatja Giuliót a kis Martina tanárnőjének, Marisa Zazzinak, a városi tanácsos lányának. Az ismeretség rövid életű lesz, míg a százados és Lia egymásra találnak. Egészen addig, amíg ki nem derül, hogy a lány várandós egy másik férfitől, a nemesi származású művész Daniele Orsinitől. A férfi visszatér és Liával közösen várják a kicsi érkezését. A főtörzs lánya, Assuntina bejelenti, hogy otthagyja Rómát és a jogi kart azért, hogy otthon dolgozhasson. Ezt eleinte apja nehezen viseli. Eközben a két csendőr új ügyészhelyettest kap Gualtiero Ferri személyében, aki Cecchinit preferálja Tommasi helyett. A paplakban sincs azonban minden rendben. Tomás és Laura továbbra is nehezen jön ki egymással, ráadásul a lány a milliomos egyetemi matematikussal, Alberto Torréval ismerkedik meg. Tomás adóproblémákba keveredik, amit Don Matteo közbenjárására a börtönviselt Sabrinával próbálnak közösen megoldani.
| Sor. | Év. | Cím                                                   | Rendező             | Író                                                  | Premier                                | Nézettség |
| ---- | --- | ----------------------------------------------------- | ------------------- | ---------------------------------------------------- | -------------------------------------- | --------- |
| 195. | 1.  | A bűn (La colpa)                                      | Jan Maria Michelini | Mario Ruggeri                                        | 2016. január 7. 2016. szeptember 5.    | 9 677 000 |
| 196. | 2.  | Halálos ütések (Colpi proibiti)                       | Jan Maria Michelini | Umberto Gnoli                                        | 2016. január 7. 2016. szeptember 6.    | 8 657 000 |
| 197. | 3.  | Nincs kiút (Senza via d'uscita)                       | Jan Maria Michelini | Mario Ruggeri                                        | 2016. január 14. 2016. szeptember 7.   | 8 371 000 |
| 198. | 4.  | Biztonságos távolság (Distanza di sicurezza)          | Jan Maria Michelini | Francesco Balletta                                   | 2016. január 14. 2016. szeptember 8.   | 7 761 000 |
| 199. | 5.  | Ha szeretet van (Pensavo fosse amore)                 | Jan Maria Michelini | Mario Ruggeri                                        | 2016. január 21. 2016. szeptember 9.   | 7 958 000 |
| 200. | 6.  | Játékon kívül (Fuori dal gioco)                       | Jan Maria Michelini | Andrea Valagussa                                     | 2016. január 21. 2016. szeptember 12.  | 7 464 000 |
| 201. | 7.  | Nem a csillagok bűne (Non è colpa delle stelle)       | Jan Maria Michelini | Emanuela Canonico, Umberto Gnoli                     | 2016. január 28. 2016. szeptember 13.  | 7 595 000 |
| 202. | 8.  | Kórházi üzelmek (Medical Market)                      | Jan Maria Michelini | Luca Monesi                                          | 2016. január 28. 2016. szeptember 14.  | 6 818 000 |
| 203. | 9.  | Null kilométeres szerelem (L'amore a chilometro zero) | Jan Maria Michelini | Daniela Delle Foglie, Enrico Audenino, Umberto Gnoli | 2016. február 4. 2016. szeptember 15.  | 7 566 000 |
| 204. | 10. | A bevásárlókocsis ember (L'uomo dei carrelli)         | Jan Maria Michelini | Leonardo Marini                                      | 2016. február 4. 2016. szeptember 16.  | 6 832 000 |
| 205. | 11. | És te mennyit érsz? (E tu quanto vali?)               | Jan Maria Michelini | Umberto Gnoli                                        | 2016. február 18. 2016. szeptember 19. | 7 846 000 |
| 206. | 12. | Szabadíts meg a gonosztól (Liberi dal male)           | Daniela Borsese     | Leonardo Marini, Mario Ruggeri                       | 2016. február 18. 2016. szeptember 20. | 6 902 000 |
| 207. | 13. | Kis filmcsillagok (Piccole stelle)                    | Daniela Borsese     | Antonio Antonelli                                    | 2016. február 25. 2016. szeptember 21. | 7 474 000 |
| 208. | 14. | Sztriptíz a neten (CAM-MOM)                           | Daniela Borsese     | Emanuela Canonico                                    | 2016. február 25. 2016. szeptember 22. | 6 819 000 |
| 209. | 15. | Az ígéret (La promessa)                               | Daniela Borsese     | Gabriele Cheli, Mario Ruggeri                        | 2016. március 3. 2016. szeptember 23.  | 7 347 000 |
| 210. | 16. | Az élet akár egy film (La vita è un film)             | Daniela Borsese     | Daniela Delle Foglie                                 | 2016. március 3. 2016. szeptember 26.  | 6 565 000 |
| 211. | 17. | A régi barát (L'amico ritrovalo)                      | Daniela Borsese     | Mario Ruggeri                                        | 2016. március 10. 2016. szeptember 27. | 7 216 000 |
| 212. | 18. | A két anya (Le due madri)                             | Daniela Borsese     | Francesco Balletta                                   | 2016. március 10. 2016. szeptember 28. | 6 574 000 |
| 213. | 19. | A díva (La diva)                                      | Monica Vullo        | Francesco Balletta                                   | 2016. március 17. 2016. szeptember 29. | 7 264 000 |
| 214. | 20. | A rászedettek (L'inganno)                             | Monica Vullo        | Umberto Gnoli                                        | 2016. március 17. 2016. szeptember 30. | 6 542 000 |
| 215. | 21. | Az utolsó emlék (L'ultimo ricordo)                    | Monica Vullo        | Umberto Gnoli                                        | 2016. március 31. 2016. október 3.     | 7 292 000 |
| 216. | 22. | Feltámadás (Resurrezione)                             | Monica Vullo        | Andrea Valagussa, Umberto Gnoli                      | 2016. március 31. 2016. október 4.     | 6 569 000 |
| 217. | 23. | A fertőzés (Il contagio)                              | Monica Vullo        | Luca Monesi                                          | 2016. április 7. 2016. október 5.      | 7 226 000 |
| 218. | 24. | A körhinta (Ultimo giro di giostra)                   | Monica Vullo        | Umberto Gnoli, Emanuela Canonico, Elena Santoro      | 2016. április 7. 2016. október 6.      | 6 531 000 |
| 219. | 25. | Menekülés (La fuga)                                   | Monica Vullo        | Mario Ruggeri                                        | 2016. április 14. 2016. október 7.     | 7 369 000 |
| 220. | 26. | Örök hűség (Nei secoli fedele)                        | Monica Vullo        | Mario Ruggeri                                        | 2016. április 14. 2016. október 10.    | 6 954 000 |

### Tizenegyedik évad (2018)
Miután Tommasi századost előléptették és emiatt Rómába költözött Liával, a kicsi Martinával és Antonióval, új százados érkezik a városba. Cecchini természetesen a szintén újonnan odakerült Romeo Zappavignát nézi századosnak, míg a valódi elöljáróját, Anna Olivierit egyszerű beosztottnak. Az évad elején nehezen csiszolódnak össze Olivierivel, mert a férfi "csak" egy nőnek tartja, míg a százados rossz néven veszi, hogy Cecchini Don Matteo segítségét kéri. Ráadásul Annát az ügyészhez sem fűzi felhőtlen kapcsolat, mivel ellenszenvesnek tartják egymást. Azt azonban egyikük sem tudja, hogy a másikat komoly lelki traumák gyötrik. Anna fiatalon élte át, hogy apja, Carlo öngyilkos lett egy barátjuk, Claudio Lisi üzleti manőverei miatt, továbbá Giovanni (a nő barátja) Don Matteo segítségével szemináriumba jelentkezik és ezért elhagyja. Hivatás választása miatt édesanyja is azzal fenyegeti, hogy egyedülálló marad. Nardi ügyészt pedig az esküvőjüket megelőzően csalta meg menyasszonya, Federica, aki közös kutyájukat, Bocikát is magának akarja megszerezni. Az évad során Nardi a százados testvérével, Chiarával kezd kapcsolatba, amit Anna egyre nehezebben visel, de az utolsó részekben egymásra találnak, miután Chiara elhagyja az ügyészt.
A paplakba ezalatt két fiatal érkezik: a szüleit gázrobbanásban elveszít római kamasz Sofia és az anyukája után félárván maradó Cosimo. A lány az évad során viharos kapcsolatba kerül kortársaival, emellett felfedezi, hogy valódi szülei tanárnője Rita Trevi, és egy fotós. Megtudja azt is, hogy ő egy nemi erőszak és egy elhibázott abortusz "következménye". Szerelembe esik Sebával, aki a kómából felébredő Alice párja és a két lány között vetélkedés kezdődik a fiúért, aki végül Sofiát választja. Az évad végére rendeződik kapcsolata édesanyjával. A kis Cosimo anyukája, Fabiola elárulja Cecchininek, hogy lánya, Patrizia baleseténél elmulasztották a segélyhívást és ez hozzájárulhatott a lány halálához. A csendőrt a nő halála és a bűncselekmények miatt szökésben lévő apa (Remo Farina) sem hatja meg eleinte a kis Cosimóval kapcsolatban, de később nagyapjaként szereti a kisfiút, akinek segít ügyes-bajos dolgaiban. Az évad utolsó részében kiderül, hogy Cosimo leukémiás és szüksége van az apjára, hogy életben maradjon. A főtörzsőrmester mindent elkövet, hogy a fiút boldoggá tegye. Emellett (szokásához híven) minduntalan beleavatkozik Anna és Marco szerelmi próbálkozásaiba és előbújik belőle a gyanakvó és féltékeny após is, amikor kiderül, hogy Assuntina és az új, általa nemigen kedvelt Zappavigna járnak. Rosszul viseli, hogy a fiú körül olyan ügyek merülnek fel, amelyek nem férnek bele az ő elképzeléseibe (Romeo családja a keleti tanok híve és meglehetősen szabadelvűek, továbbá a fiatal csendőr felvállalta fiaként apja házasságon kívül született gyermekét, tulajdon féltestvérét).
| Sor. | Év. | Cím                                                     | Rendező              | Író                                 | Premier                             | Nézettség |
| ---- | --- | ------------------------------------------------------- | -------------------- | ----------------------------------- | ----------------------------------- | --------- |
| 221. | 1.  | A legszebb hiba (L’errore più bello)                    | Jan Maria Michelini  | Umberto Gnoli, Mario Ruggeri        | 2018. január 11. 2020. április 28.  | 8 258 000 |
| 222. | 2.  | Jelenetek egy házasságból (Scene da un matrimonio)      | Jan Maria Michelini  | Umberto Gnoli                       | 2018. január 11. 2020. április 29.  | 7 083 000 |
| 223. | 3.  | Megváltás (Salvazione)                                  | Jan Maria Michelini  | Mario Ruggeri                       | 2018. január 18. 2020. április 30.  | 7 424 000 |
| 224. | 4.  | Csakis értük (Per il loro bene)                         | Jan Maria Michelini  | Carlo Mazzotta                      | 2018. január 18. 2020. május 1.     | 6 508 000 |
| 225. | 5.  | Az igazi gazdagság (La vera ricchezza)                  | Jan Maria Michelini  | Francesco Balletta, Umberto Gnoli   | 2018. január 25. 2020. május 4.     | 7 492 000 |
| 226. | 6.  | A tehetség ára (Il prezzo del talento)                  | Jan Maria Michelini  | Luca Monesi, Umberto Gnoli          | 2018. január 25. 2020. május 5.     | 6 187 000 |
| 227. | 7.  | Rossz szerelem (L'amore sbagliato)                      | Jan Maria Michelini  | Emanuela Canonico                   | 2018. február 1. 2020. május 6.     | 7 183 000 |
| 228. | 8.  | Vigyázok rád (Avrò cura di te)                          | Jan Maria Michelini  | Silvia Leuzzi                       | 2018. február 1. 2020. május 7.     | 6 323 000 |
| 229. | 9.  | Igazságtétel (La mia giustizia)                         | Raffaele Androsiglio | Daniela Delle Foglie, Mario Ruggeri | 2018. február 15. 2020. május 8.    | 7 171 000 |
| 230. | 10. | A lélek éjszakája (La notte dell'anima)                 | Raffaele Androsiglio | Mario Ruggeri                       | 2018. február 15. 2020. május 11.   | 6 251 000 |
| 231. | 11. | Csak egy kislány (Ancora bambina)                       | Raffaele Androsiglio | Francesco Balletta                  | 2018. február 22. 2020. május 12.   | 7 288 000 |
| 232. | 12. | Válassz engem! (Scegli me!)                             | Raffaele Androsiglio | Umberto Gnoli                       | 2018. február 22. 2020. május 13.   | 6 247 000 |
| 233. | 13. | Fájdalmas szerelem (Pena d'amore)                       | Raffaele Androsiglio | Silvia Leuzzi                       | 2018. március 1. 2020. május 14.    | 7 715 000 |
| 234. | 14. | Egy normális család (Una famiglia normale)              | Raffaele Androsiglio | Carlo Mazzotta, Mario Ruggeri       | 2018. március 1. 2020. május 15.    | 6 792 000 |
| 235. | 15. | Személyes ügy (Una questione personale)                 | Raffaele Androsiglio | Umberto Gnoli                       | 2018. március 8. 2020. május 18.    | 6 396 000 |
| 236. | 16. | Egy olyan lány (Una di quelle)                          | Raffaele Androsiglio | Emanuela Canonico                   | 2018. március 8. 2020. május 19.    | 5 566 000 |
| 237. | 17. | Szülők és gyermekek (Genitori e figli)                  | Raffaele Androsiglio | Umberto Gnoli                       | 2018. március 15. 2020. május 20.   | 6 947 000 |
| 238. | 18. | Fogságban (Don Matteo sotto tiro)                       | Raffaele Androsiglio | Francesco Balletta                  | 2018. március 15. 2020. május 21.   | 5 716 000 |
| 239. | 19. | Mondd meg ki vagy! (Dimmi chi sei)                      | Alexis Sweet         | Silvia Leuzzi                       | 2018. március 22. 2020. május 22.   | 6 693 000 |
| 240. | 20. | Csak odaút (Sola andata)                                | Alexis Sweet         | Mario Ruggeri                       | 2018. március 22. 2020. május 25.   | 5 509 000 |
| 241. | 21. | A földrengés (La crepa)                                 | Alexis Sweet         | Mario Ruggeri, Emanuela Canonico    | 2018. március 29. 2020. május 26.   | 6 110 000 |
| 242. | 22. | Előérzetek (Premonizioni)                               | Alexis Sweet         | Daniela Delle Foglie, Umberto Gnoli | 2018. április 5. 2020. május 27.    | 6 314 000 |
| 243. | 23. | Egy életen át (Tutta la vita)                           | Alexis Sweet         | Francesco Balletta                  | 2018. április 12. 2020. május 28.   | 6 661 000 |
| 244. | 24. | A megbocsátás hatalma (Il potere del perdono)           | Alexis Sweet         | Luca Monesi                         | 2018. április 12. 2020. május 29.   | 5 925 000 |
| 245. | 25. | A karácsonyi gyermek (1-2. rész) (Il bambino di Natale) | Alexis Sweet         | Umberto Gnoli, Mario Ruggeri        | 2018. április 19. 2020. június 1-2. | 6 777 000 |

### Tizenkettedik évad (2020)
Az évad során Don Matteo ismét számtalan kalandba keveredik. Az első részben meglövik őt, miközben a város kiürül a pénzvadászat miatt. Több esetben ő találja meg a holttestet, de egy esetben a sötétben elüt egy fiatal nőt (az ukrán Nada), aki öngyilkos akar lenni. Egy régi ismerősének (Greta Mezzanotte) védelmében pedig rövid időre börtönbe kerül. Az évad záró epizódjában pedig az apostoli nuncius látogatja meg, aki Ferenc pápa megbízásából azt vizsgálja, hogy Don Matteo kinevezhető-e bíborosnak. Matteo atya a pápával való beszélgetést követően úgy dönt, hogy inkább a barátait választja (a részben többször hangsúlyozzák a Néri Szent Fülöppel való párhuzamosságot). Emellett az évad során befogadja Ines-t, Sergio lányát a plébániára.
Cecchini főtörzset újabb tragédia éri, hiszen az évadnyitó epizódból kiderül, hogy két éve meghalt a felesége, Caterina daganatos betegségben. A férfi a súlyos depresszió után titokban a százados anyjával, Elisával kezd kapcsolatba, amit Anna eleinte rossz szemmel néz. A harmadik epizódban veje, Tommasi százados és Lia házasságát kell rendbe hoznia, emellett a férfi támadóit is meg kell találnia. Ezt követően Assuntina tér haza, aki állapotos és kiderül, hogy egy előkelő, színes bőrű francia fiúval, Vincent-nal várják a gyermeket. A fiút a főtörzs győzi meg arról, hogy vállalja az apaságot a karrier helyett. Cecchini rövid időre influenszerként a világháló sztárja lesz (egy Annáról készült kínos videó miatt), de ilyen gyorsan le is rombolja nimbuszát. Rövid időre megismerkedik Elena Sofia Riccivel, a híres színésznővel, akivel féltékennyé teszi Elisát. A főtörzs ezt követően pár napra részlegesen elveszíti hallását (a férfiak hangját nem hallja). Az évadzáróban mindent megtesz, hogy Don Matteo Spoleto városában maradjon, még barátja rossz hírét is kelti.
Anna és Marco az esküvőjükre készül. A nő egy titka miatt (munkaajánlat az iszlámábádi konzulátuson) összevesznek, ekkor a férfi ittasan megcsalja Annát egy ismeretlen nővel (a későbbi felettesével, Sarával). A szertartás előtt a férfi Cecchini közbenjárására bevallja tettét, ami miatt az esküvő elmarad. Nardi mindent megtenne, hogy visszaszerezze Annát (megveszi az eladó esküvői ruhát, törődik Sergio lányával, halálos betegséget hazudik, magára vállalja a nő hibáját), de csak barátok maradnak. A százados beleszeret az elítélt Sergio La Cavába (Ines apja), akit megpróbál jó útra vezetni és leányával összehozni. A férfi eleinte egy rablás miatt barátkozik Annával, de később beleszeret és halálhírére visszatér. A nő ekkor tartóztatja le, de megígéri neki, hogy megvárja.
Sofia anyja távollétében sokat időzik a paplakban. Egy buliba meghívja az osztály "legbénább" tagját, a kinézett Jordit, akinek a tánc a mindene. A lány tanácsára akkori barátja, Riccardo (Rik) egy pohárba dobja az MDMA drog tablettát, amit véletlenül Jordi iszik ki, balesetezik és ebből kifolyólag amputálni kell az egyik lábát. Sofia eleinte bűntudatból van a fiú mellett, de később beleszeret és emiatt még nehezebb elmondania az igazságot. Végül Don Matteo tanácsára megteszi.
| Sor. | Év. | Cím                                                                                     | Rendező              | Író                                           | Premier                                           | Nézettség |
| ---- | --- | --------------------------------------------------------------------------------------- | -------------------- | --------------------------------------------- | ------------------------------------------------- | --------- |
| 246. | 1.  | Uradat, Istenedet imádd, és csak neki szolgálj! (Non avrai altro Dio all'infuori di me) | Raffaele Androsiglio | Mario Ruggeri                                 | 2020. január 9. 2020. november 20-23.             | 7 005 000 |
| 247. | 2.  | Isten nevét hiába ne vedd! (Non nominare il nome di Dio invano)                         | Raffaele Androsiglio | Umberto Gnoli                                 | 2020. január 16. 2020. november 24-25.            | 6 152 000 |
| 248. | 3.  | Az Úr napját szenteld meg! (Ricordati di santificare le feste)                          | Raffaele Androsiglio | Francesco Arlanch                             | 2020. január 23. 2020. november 26-27.            | 6 162 000 |
| 249. | 4.  | Atyádat és anyádat tiszteld! (Onora il padre e la madre)                                | Raffaele Androsiglio | Alessandro Sermoneta                          | 2020. január 30. 2020. november 30. - december 1. | 6 064 000 |
| 250. | 5.  | Ne ölj! (Non uccidere)                                                                  | Raffaele Androsiglio | Viola Rispoli                                 | 2020. február 20. 2020. december 2–3.             | 5 840 000 |
| 251. | 6.  | Ne paráználkodj! (Non commettere adulterio)                                             | Cosimo Alema         | Edoardo A. Gino, Elena Santoro, Umberto Gnoli | 2020. február 27. 2020. december 4–7.             | 5 812 000 |
| 252. | 7.  | Ne lopj! (Non rubare)                                                                   | Cosimo Alema         | Mario Ruggeri                                 | 2020. március 3. 2020. december 8–9.              | 5 919 000 |
| 253. | 8.  | Ne hazudj, mások becsületében kárt ne tégy! (Non dire falsa testimonianza)              | Cosimo Alema         | Silvia Leuzzi                                 | 2020. március 5. 2020. december 10-11.            | 6 609 000 |
| 254. | 9.  | Felebarátod házastársát ne kívánd! (Non desiderare la donna d'altri)                    | Cosimo Alema         | Mario Ruggeri                                 | 2020. március 12. 2020. december 14-15.           | 6 682 000 |
| 255. | 10. | Mások tulajdonát ne kívánd! (Non desiderare la roba d'altri)                            | Cosimo Alema         | Mario Ruggeri, Umberto Gnoli                  | 2020. március 19. 2020. december 16-17.           | 7 346 000 |

### Tizenharmadik évad (2022)
Az évad kezdetén Spoleto Don Matteo pappá szentelésének 40. évfordulóját ünnepli, de ezúttal is problémák adódnak. A plébános egy kedves barátját megölik, ráadásul Cecchini is golyót kap, miközben a papot védi. A főtörzs mesterséges kómába kerül, ahol újra és újra átéli a merénylet napját. Ráadásul a városba visszatérő Anceschi alezredes szívinfarktust kap, miután összevész lányával, Valentinával. Kiderül, hogy Laura a lánya 15 éves korában elhagyta a családját és az apa-lánya kapcsolat sem igazán bensőséges. Az alezredes távozása után a lány keresztapjánál, Cecchininél marad. A főtörzs számos galibába bonyolódik: szürke hályog műtétje lesz, nehezen boldogul párjával, Elisával, aki regényt ír róla, de annak is rossz kicsengése lesz és az eleinte körberajongott csendőrből gúny tárgya válik. Rendkívüli módon ellenzi Marco és Valentina kapcsolatát (hasonlóan ahhoz, ahogyan Patriziával és Tommasi századossal bánt) és próbálja a férfit Annával újra összehozni. A szezonzáró részben véletlenül igent mond Elisa házassági terveire és végül meg is kéri a kezét.
A paplak élete is felfordul, miután megjelenik Federico Limoni. A nehéz sorsú ifjú különböző gyermekotthonokban töltötte életét, mivel anyja visszaeső drogfüggő és alkalmilag jelenik meg az életében. A fiú számára féltestvére, a beteges csecsemő, Clementino az egyetlen támpont. Egy gyilkosság kapcsán Don Matteo megvédi a fiút, aki a paplakba kerül. Az iskolában osztálytársa lesz a kórházban megismert Greta Alunni, aki az öccse kezelőorvosának lánya. A kötelességtudó Greta sokban segíti Federico mindennapjait. A nehezen kezelhető fiú célja, hogy öccse gyámja lehessen. Greta párja lesz. A lány mellett áll, amikor annak kiújul rákbetegsége. Az évad végén kibékül anyjával.
A negyedik rész végén mindenki tudta nélkül Don Matteo távozik a sorozatból. Mint később kiderül, Szudánba utazott, ahol segítenie kell egy misszionárius barátjának kiszabadításában és a helyi kórházban. Az ötödik rész elején a paplak lakói és Cecchini hiába keresik a papot, de a harangok zúgása megnyugtatja őket mindaddig, míg nem találkoznak egy ismeretlennel, aki Don Massimoként mutatkozik be. A főtörzs eleinte gyanúsan tekint a férfira, de elfogadja segítségét az éppen aktuális ügyben. Mint az aktuális részből kiderül Massimo (akinek nem ez az igazi neve) jól ismeri Matteo atyát (később megtudjuk, hogy szüleinek menekülnie kellett Calabriából és a pap segítette őket, ezért kapta születésekor hálából a Metteo nevet), ráadásul a csendőrság különleges egységénél szolgált (aktája alapján 1995 és 2012 között), de egy akció során az ő hibájából meghalt egy hatéves gyermek, így leszerelt. A pap segítségével kimenekítik az embercsempészek fogságából az elrabolt gyermekeket. A paplak lakói lassan fogadják el őt, de a Natalina kórházi kezelése alatt tanúsított kitartása és Federico védelmezése meghozza a gyümölcsét. Ines szerint, túl keveset beszél a szép plébános. Eleinte nem igazán tud sakkozni (a főtörzs tanítja, de a szezonzáróban már legyőzi) és nehezen nyílik meg. Az utolsó részben szembe kell néznie a múltjával: Elena, a meggyilkolt fiú anyja kér tőle segítséget, akire rátalált a férje Antonio Muraco, az ’ndrangheta tagja. Eleinte azt gondolják, hogy a papnak viszonya van a nővel (szemináriumi évei előtt volt is, ezt bevallja), később azt, hogy megölte őt, mert nem védte magát a gyilkossági váddal szemben védve a gyónási titkot. Szabadlábra helyezése után Antonio meg próbálja megölni őt a templomban, de Anna lelövi a férfit, megmentve a pap életét. A maffiózó don Massimo karjai közt hal meg. Cecchini az utolsó részben barátjának nevezi a papot, amivel a befogadását szimbolizálják.
Eközben Marco és Anna barátsága épül, bár Cecchini igyekszik összehozni őket. Ez az állapot mindaddig áll fenn, míg Valentina és Marco játékát Anna félre nem érti és el nem kezd féltékeny lenni, mivel belátja, hogy még szereti az ügyészt. A nő múltjából felbukkan régi felettese és mentora, Lucio Valente, aki magával akarja vinni a századost Szíriába. A későbbiekben kiütköznek Marco és Valentina ellentétei és Anna is visszautasítja Valente ajánlatát. De Valentina hálás marad a férfinak és Cecchininek, hogy segítette leküzdeni alkoholproblémáit, az apa-lánya konfliktusokat és a Flaminia miatti bűntudatát. Az utolsó részben kibékülnek, majd ismét eltávolodnak félve attól, hogy múltbéli hibáikat ismét lekövetik. Az utolsó jelenetben véglegesen kibékülnek és egy csókkal pecsételik meg érzelmeiket.
| Sor. | Év. | Cím | Rendező           | Író                                         | Premier                               | Nézettség |
| ---- | --- | --- | ----------------- | ------------------------------------------- | ------------------------------------- | --------- |
| 256. | 1.  | A tökéletes nap (Il giorno perfetto)                                                                                                 | Francesco Vicario | Mario Ruggeri                               | 2022. március 31. 2023. július 10-11. | 6 541 000 |
| 257. | 2.  | Szeretet és harag (Amore e rabbia)                                                                                                   | Luca Brignone     | Umberto Gnoli                               | 2022. április 7. 2023. július 12-13.  | 5 680 000 |
| 258. | 3.  | Vezéráldozat (Il sacrificio della regina)                                                                                            | Luca Brignone     | Andrea Valagussa, Elisa Zagaria             | 2022. április 14. 2023. július 14-17. | 5 044 000 |
| 259. | 4.  | Oly közel, és oly távol (Così lontani, così vicini)                                                                                  | Luca Brignone     | Umberto Gnoli, Dario Sardelli               | 2022. április 21. 2023. július 18–19. | 6 093 000 |
| 260. | 5.  | A megkerült barát (L'amico ritrovato)                                                                                                | Riccardo Donna    | Mario Ruggeri                               | 2022. április 28. 2023. július 20-21. | 6 486 000 |
| 261. | 6.  | Az ártatlan (L'innocente) | Riccardo Donna    | Umberto Gnoli                               | 2022. május 5. 2023. július 24-25.    | 6 282 000 |
| 262. | 7.  | Mások bűnei (Le colpe degli altri)                                                                                                   | Riccardo Donna    | Alberto Vignati                             | 2022. május 17. 2023. július 26-27.   | 5 872 000 |
| 263. | 8.  | A szeretet szüli a családot, vagy a családból születik a szeretetet? (Ma è l'amore che fa la famiglia o la famiglia che fa l'amore?) | Luca Brignone     | Alessandra Martellini, Alessandro Sermoneta | 2022. május 19. 2023. július 28–31.   | 5 816 000 |
| 264. | 9.  | A hit bátorsága (Il coraggio di credere)                                                                                             | Luca Brignone     | Edoardo Gino                                | 2022. május 24. 2023. augusztus 1-2.  | 5 572 000 |
| 265. | 10. | Ég Veled, Matteo! (Dimenticando Matteo)                                                                                              | Riccardo Donna    | Umberto Gnoli, Mario Ruggeri                | 2022. május 26. 2023. augusztus 3–4.  | 6 186 000 |

### Tizennegyedik évad (2024)
A sorozat 13. évadának sikere után 2023 nyarán megkezdődött a 14. évad forgatása is. A főbb szereplők közül visszatér Don Massimo, Cecchni főtörzs, Natalina, Pippo. Anna Olivieri és Marco Nardi ugyan fog szerepelni az új évadban is, de menet közben távozni fognak. Őket Diego Martini százados és Vittoria Guidi ügyész fogja váltani. Előbbit Eugenio Mastrandrea, utóbbit Gaia Messerklinger fogja alakítani. Az új százados azért érkezik a városba, hogy visszahódítsa párját, aki elhagyta a férfi zárkózottsága miatt és máshoz készül hozzámenni. Emellett felbukkan Don Massimo húga, Giulia (Federica Sabatini) is, akivel sok múltbéli problémán kell áttenniük magukat. A sorozat továbbra tíz 100 perces részből fog állni.
| Sor. | Év. | Cím                    | Rendező           | Író                            | Premier            | Nézettség |
| ---- | --- | ---------------------- | ----------------- | ------------------------------ | ------------------ | --------- |
| 266. | 1.  | La Samaritana          | Riccardo Donna    | Mario Ruggeri és Umberto Gnoli | 2024. október 17.  | 4 930 000 |
| 267. | 2.  | Il ladro di ricordi    | Riccardo Donna    | Mario Ruggeri                  | 2024. október 24.  | 4 325 000 |
| 268. | 3.  | Giustizia sarà fatta   | Riccardo Donna    | Alessandro Zullato             | 2024. október 31.  | 3 850 000 |
| 269. | 4.  | La luce del mondo      | Enrico Ianniello  | Umberto Gnoli                  | 2024. november 7.  | 4 040 000 |
| 270. | 5.  | La strada giusta       | Enrico Ianniello  | Elena Santoro                  | 2024. november 21. | 3 759 000 |
| 271. | 6.  | L'ultima consegna      | Francesco Vicario | Umberto Gnoli és Lorenzo Righi | 2024. november 28. | 4 076 000 |
| 272. | 7.  | L'erede                | Francesco Vicario | Edoardo A. Gino                | 2024. december 5.  | 3 965 000 |
| 273. | 8.  | Il dono                | Francesco Vicario | Elena Santoro                  | 2024. december 12. | 4 067 000 |
| 274. | 9.  | Indagine su una figlia | Francesco Vicario | Mario Ruggeri                  | 2024. december 17. | 4 189 000 |
| 275. | 10. | Resurrezione           | Francesco Vicario | Mario Ruggeri és Umberto Gnoli | 2024. december 19. | 3 975 000 |

## A sorozat készítése
Don Matteo figuráját az 1990-es években álmodta meg Enrico Oldoini, akit Matilde és Luca Bernabei segített a Lux Vide SpA és a Rai Fiction együttműködésében. Inspirációját a hetvenes évek népszerű, Gilbert Keith Chesterton által kitalált Brown atya alakjából merítette. A sorozat eredetileg az Ördög és a szentelt víz címet viselte, de Fabrizio Lucci operatőr az egyik jelenet forgatás során, amikor Terence Hill a gyóntatószékben ült, felvetette, hogy a cím lehetne egyszerűen Don Matteo.
Főszereplőként eredetileg Lino Banfi és Giancarlo Magalli került szóba, de egyikük sem vállalta el a felkérést. Előbbi a Drága doktor úr című sorozatban dolgozott és a karakter akkori jellemzői is mások voltak (idős vidéki plébánosként került volna a városba), utóbbi pedig akkoriban a családjára hivatkozva utasította vissza a szerepet (a forgatás időszak ugyanis nyolc hónap), de későbbi vallomása alapján ezt megbánta és a 13. évadban kapott szerepe előtt azt gondolta, hogy végleg lemarad a sorozatról. Terence Hill eleinte egy másik papszerepre készült a Mediaset projektjében, de utóbbi ezt lefújta a RAI projektje miatt. Ezen a ponton kereste fel Hillt a Lux Vide a szereppel kapcsolatban. Eredetileg a főhős a Teodoro nevet viselte, mígnem Hill kérésére a Matteo nevet választották, a Máté (a Matteo magyar megfelelője) név jelentése ui. „Isten ajándéka”. Hill lényegesen belefolyt a karakter sorsának alakulásába is: pl. javaslatára nem léptették elő sohasem.

## Forgatási helyszínek

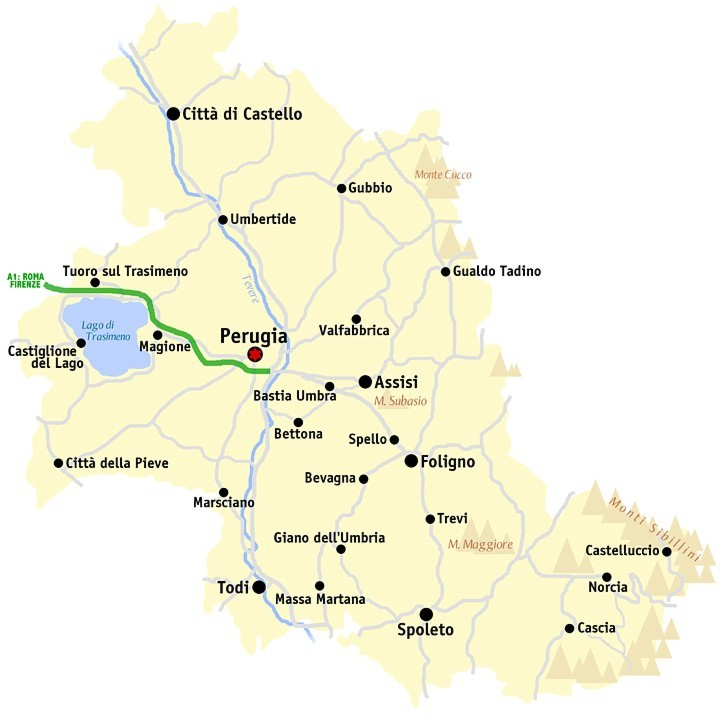
Perugia megye

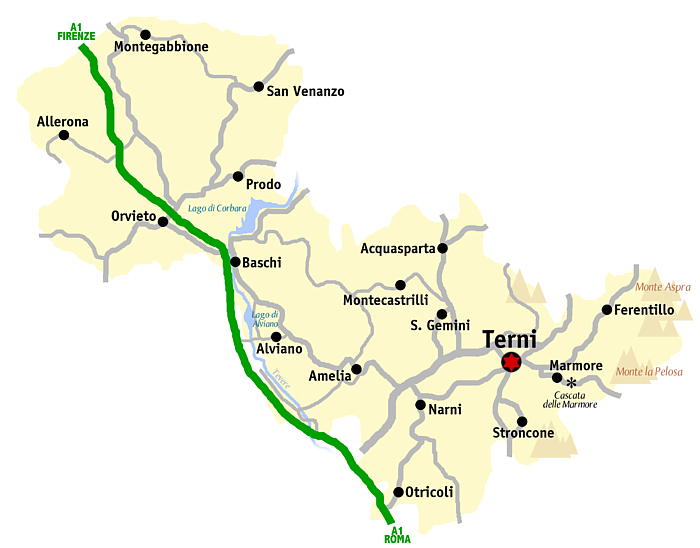
Terni megye

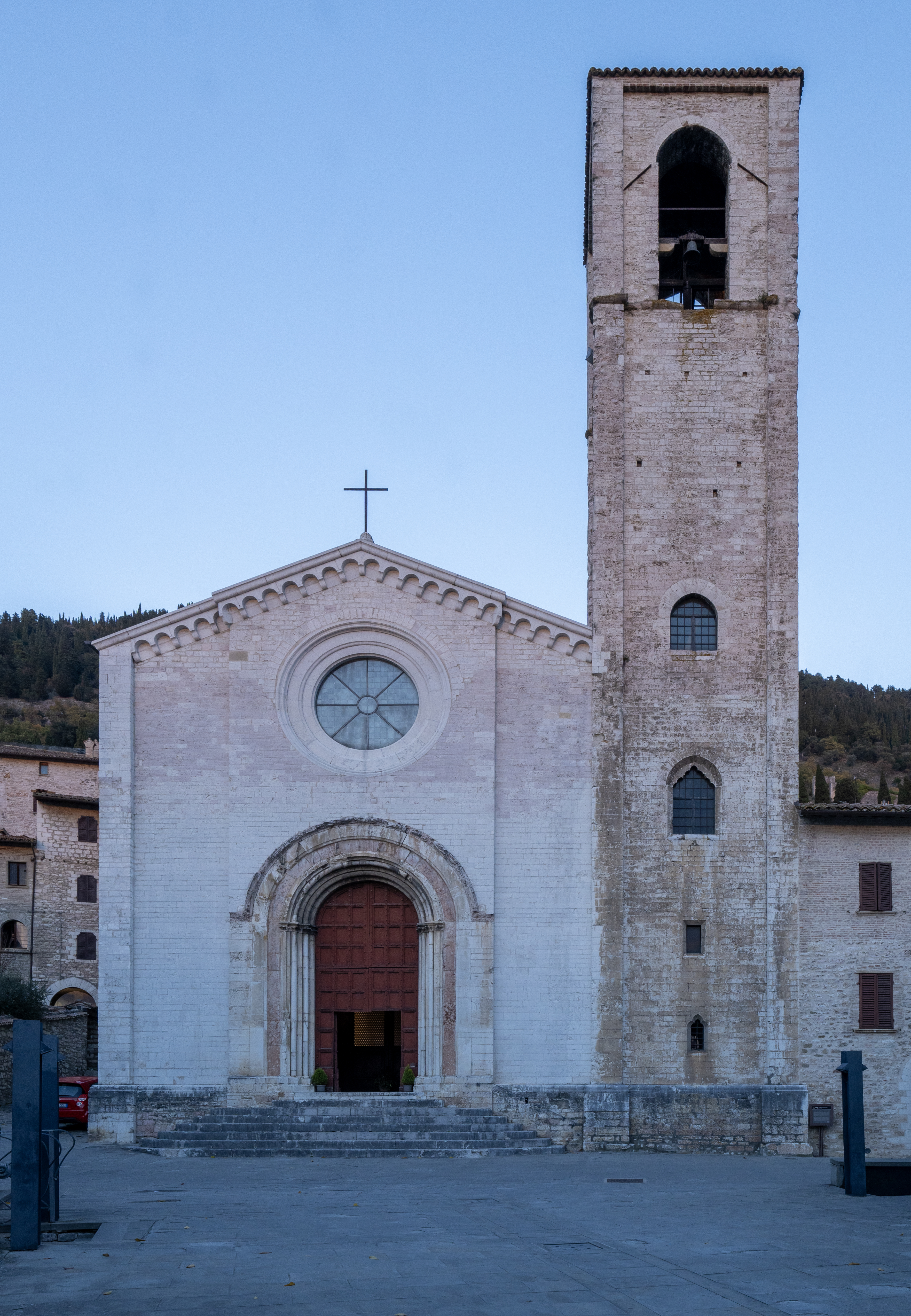
A Keresztelő Szent Jánosról elnevezett templom Gubbióban

A sorozat első nyolc évadában a fő helyszín Gubbio volt, mivel mind a csendőrség, mind Matteo atya parókiája (a San Giovanni Battista) majd a kilencedik évad Spoletóban kezdődött, mivel a történet szerint a csendőrséget már korábban áthelyezték ide, míg Cecchini folyamatos "zaklatása" miatt a püspök Don Matteót is ebbe a városba helyezte át (a Sant’Eufemia-bazilikába). Érdekesség, hogy a két város nem egy egyházmegyéhez tartozik a valóságban: Gubbio a Gubbiói egyházmegyében, Spoleto pedig a Spoleto-Norciai főegyházmegyében található.
Az első három évadban nem említik kifejezetten Gubbio nevét, mivel a szerzők szándéka az volt, hogy a történet Umbriára koncentráljon. A negyedik évadban történik meg először Gubbio azonosítása név szerint. Azonban korábban is találunk rá példát, hogy Gubbióról valamit közölnek az alkotók: az első évad kilencedik részében a bögrén látható a város jele, a harmadik évad tizennegyedik részében a meghirdetett sakkverseny is ide koncentrálódik.
Más umbriai helyszínek is gyakran jelentek meg a történet során.
- A sorozat legelső, Az idegen címet viselő részében Assisi jelenik meg mint püspöki székhely, ahol Don Matteónak jelenése van Guido püspöknél, s megtudja, hogy a San Giovanni-plébánia papja lesz.
- Bár sok alkalommal említik Perugiát mint az ügyészség székhelyét, de csak az ötödik évad Egy csendes vasárnap című részében jelenik meg.
- Narniban a negyedik évad néhány részét forgatták.
- Bevagna a hatodik és a hetedik évad során volt néhány alkalommal külső felvételek helyszíne.
- Foligno a hetedik évadban jelenik meg.
- Umbertide és Fossato di Vico városában is forgattak néhány epizódot, melyek Gubbio állomásaként jelentek meg.
- Orvieto a kilencedik évadban volt forgatási helyszín.
- A kilencedik szezont megelőző rövidfilm Cecchini főtörzsőrmester utazásai címmel néhány umbriai tájat mutat be.

Helyszínek Umbrián kívül
- A negyedik évad második részét, Gyilkosság a könyvtárban címmel a Vatikánban forgatták.
- A nyolcadik évadban Giulio, Patrizia, és spanyolországi barátai Rómába utaznak bulizni A visszatérés című epizód keretében.
- A tizenkettedik évad zárórésze, a Mások tulajdonát ne kívánd! részben a Vatikánban játszódik.

## Díjak, elismerések
- 2002 - A 42. Monte-Carlói Televíziós Fesztiválon Terence Hill a legjobb színésznek, Alessandro Jacchia az év producerének járó díjat vehette át.[2][38]
- 2012 - Az 52. Premio regia televisiva gála legjobb sorozatának járó díjat a Don Matteo nyolcadik évada nyerte el.[39]
- 2014 - Az 54. Premio regia televisiva gála legjobb sorozatának járó díjat a Don Matteo kilencedik évada nyerte el.[39]
- 2014. február 28-án bejelentették, hogy Terence Hill Gubbio díszpolgára lett.[40]

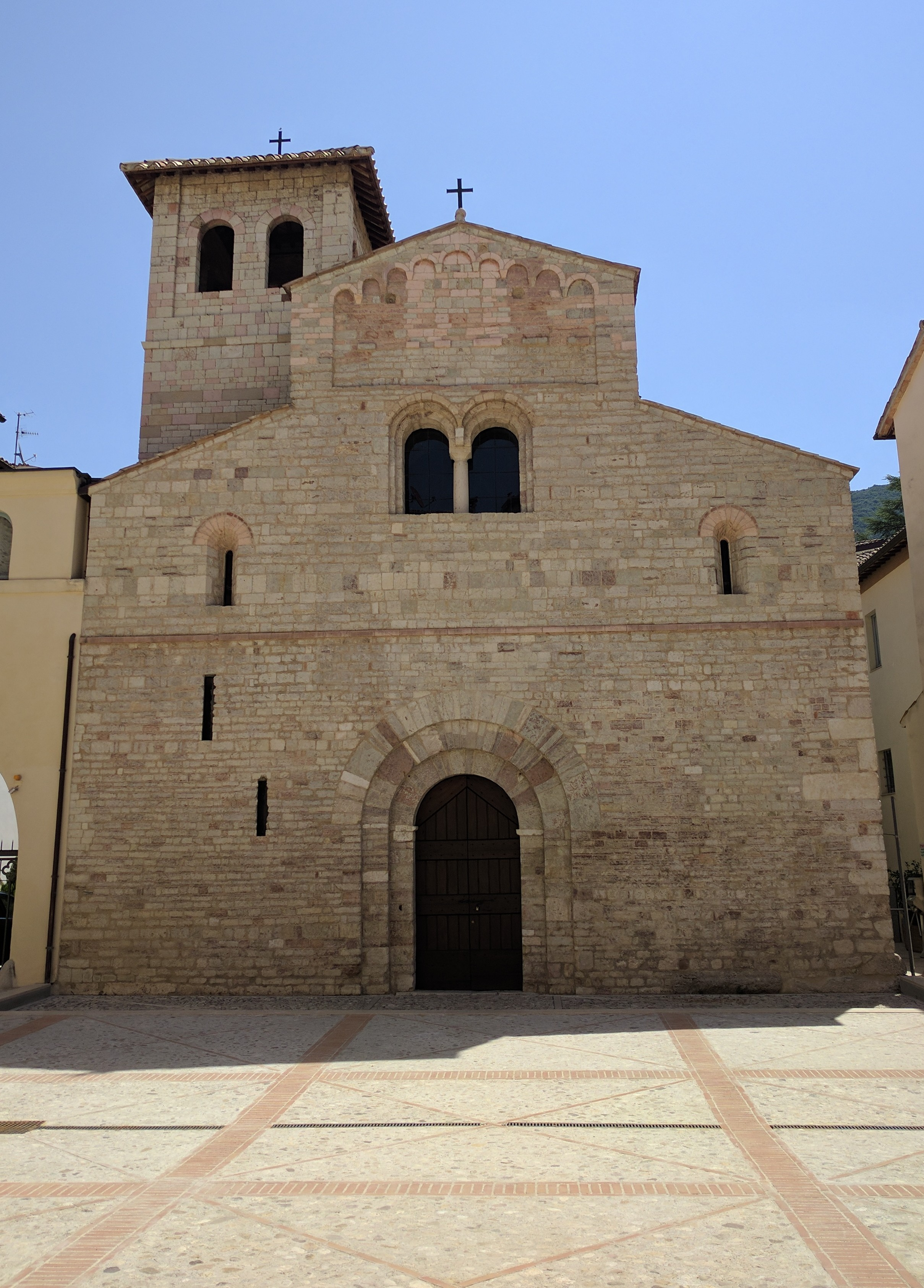
A Szent Eufémiáról elnevezett templom Spoletóban

## Érdekességek, bakik
- Egy ilyen hosszú széria esetében elkerülhetetlen, hogy legyenek olyan színészek, akik több szerepet is eljátszottak az évek során. Az első évad tizenötödik részében (A szenvedély tüze – Il fuoco del passione) Morabito úr szeretőjének szerepében jelenik meg az a Milena Miconi, aki a negyedik és ötödik évad során Gubbio polgármesterét, Anceschi későbbi feleségét, Laura Respighit alakítja. A második évad tizennegyedik részében (Játék a tűzzel – Scherzare col fuoco) Marisa Morante szerepében tűnik fel Sydne Rome, aki a hetedik évadtól Susi Dallara iskolaigazgatót alakítja. Laura Glavan, a nyolcadik évadtól a tizedikig Laura Belvedere szerepében tűnik fel, a hetedik évad 2. részében Serena Gorinit alakítja. Érdekesség, hogy mindkét szerepében korán esik teherbe. A kilencedik évad huszonötödik részében (Régi emlékek – Vecchi ricordi) Sabrina Rondinelli szerepében tűnik fel Maria Chiara Giannetta, aki a tizenegyedik évadtól Anna Olivieri csendőrkapitányt alakítja. A tizedik évadban az állandóan akadékoskodó és meglehetősen durva Gualtiero Ferri ügyészt alakító Dario Cassini a hetedik évad 16. részében a szintén hasonló tulajdonságokkal bíró Enrico Maria Di Giovanni ezredest alakítja. A 10. évad 8. részében a megtámadott Sara, Ivan párja játssza később a 11. évad 13. részében Martát, a 48 órára szabadult börtönfogoly Dalila testvérét és egyben Paolo feleségét. A 10. évad 12. részében az a Giulia Fiume tűnik fel Ruggeiro Nicastro ügyvédnőjeként aki később, a tizenegyedik évadban főbb mellékszereplőként játssza Rita Trevi tanárnőt és egyben Sofia anyukáját. További érdekesség még, hogy a szinkronhangja is ugyanaz. A 9. évad 23. részében az a Francesco Castiglione játssza a Banti család orvosát, aki a 10. évadtól Barbát, a csendőrség egyik tagját játssza, de az Alpesi őrjárat 3. és 4. évadában is felbukkan, ahol Günthert alakítja. A 9. évad 25. részben feltűnik Maria Chiara Giannetta, aki a 11. évadtól Anna Olivieri századost alakítja. Ebben az epizódban Sabrina Rondinellit játssza. Paolo Gasparini az évek során három különböző szerepet is eljátszott: az 5. évad 24. részében Mario Agradi, a 7. évad 3. részében Michele Riva és a 10. évad 17. részében Marco Guidi karakterét formálta meg.

| Színész                | Főbb szerepe                         | Évadok/részek    | Kisebb szerepe                           | Évadok/részek     |
| ---------------------- | ------------------------------------ | ---------------- | ---------------------------------------- | ----------------- |
| Nino Frassica          | Nino Cecchini főtörzsőrmester        | 1–13. évad       | Alberico, a könyvkiadó                   | 11. évad 8. rész  |
| Milena Miconi          | Laura Respighi, Gubbio polgármestere | 4–5. évad        | Morabini úr szeretője                    | 1. évad 15. rész  |
| Sydne Rome             | Suzi Dallara, iskolaigazgató         | 7-13. évad       | Marisa Morante                           | 2. évad 14. rész  |
| Maria Chiara Giannetta | Anna Olivieri, csendőrszázados       | 11–13. évad      | Sabrina Rondinelli                       | 9. évad 25. rész  |
| Laura Glavan           | Laura Belvedere, a paplak lakója     | 8-10. évad       | Serena Gorini                            | 7. évad 2. rész   |
| Francesco Castiglione  | Gianni Barba, csendőr                | 10-13. évad      | a Banti család orvosa                    | 9. évad 23. rész  |
| Dario Cassini          | Gualtiero Ferri, ügyész              | 10. évad         | Enrico Maria Di Giovanni, csendőrezredes | 7. évad 16. rész  |
| Giulia Fiume           | Rita Trevi, tanárnő                  | 11. évad         | Roberta Zatti, ügyvéd                    | 9. évad 12. rész  |
| Federica Sarno         | Sara Frisco                          | 10. évad 8. rész | Marta Fanciano                           | 11. évad 13. rész |
| Teresa Romagnoli       | Chiara Olivieri                      | 11. évad         | Anna                                     | 10. évad 24. rész |
| Francesco Salvi        | Luciano Vitri                        | 2. évad 8.rész   | Adelmo atya                              | 11. évad 10. rész |
| Riccardo Rossi         | Enzo Parmendola                      | 2. évad 3. rész  | Edoardo Baggini de Galboli               | 4. évad 15. rész  |
| Michela Andreozzi      | Federica Bullo                       | 6. évad 16. rész | Iole Gaudini                             | 9. évad 8. rész   |
| Giovanni Scifoni       | Stefano Arcuati                      | 6. évad 4. rész  | Antonio Cortesi                          | 12. évad 1. rész  |
| Elena Sofia Ricci      | Angela nővér                         | 8. évad 24. rész | önmaga                                   | 12. évad 7. rész  |

- A Don Matteo több spin-off sorozatnak is az alapja:
  - A 7. évadhoz készült egy kisfilmsorozat a Don Matteo szereplőivel, melynek címe: Le ricette del maresciallo C. (C. főtörzs receptjei). Nem szinkronizálták le.
  - A 9. évadhoz szintén kisfilmsorozat készült, I viaggi del maresciallo C. címmel (C. főtörzs utazásai), mely Umbria nevezetes helyeit mutatja be vicces rövid történetekbe ágyazva. Ennek szereplői: Tommasi százados, Cecchini főtörzs, Pippo, Martina és Don Matteo. Magyarul nem jelent meg.
  - A 10. évadhoz Le videoguide del maresciallo Cecchini (Cecchini főtörzs videós útikalauza) címmel készült kisfilmsorozat, mely Cecchini főtörzs videós útikalauzáról szól, ennek keretében mutatnak be további umbriai látványosságokat a rövid, humoros kisfilmek. Szereplői ugyanazok, mint a Főtörzs utazásainál. Ez sem jelent meg magyarul.
  - A Don Matteo szereplőivel készült a Gratulálunk, a csatlakozás sikeres volt című rövid oktatófilmsorozat, mely az internetes alapfogalmakat magyarázza el humoros köntösben. Ebből két évad is készült, ezek néhány kivétellel magyarul is megjelentek 2021-ben a Duna TV-n. A 2. évadban derül ki, miként költözik Rómába Tommasi százados és Lia, ami forgatókönyvekben csak említőlegesen szerepel.
- A Don Matteo változatai:
  - A sorozat olaszországi sikereinek köszönhetően a Don Matteo formátumát több ország is megvásárolta. Lengyelországban Ojciec Mateusz néven fut a saját gyártású sorozat, a TVP1 csatornán Artur Zmijewskivel a címszerepben. A sorozat helyszínéül Sandomierz szolgál.[41]
  - Oroszországban Отец Матвей (Matvej atya) néven fut az ottani verzió. A címszerepet Vlagyimir Kolganov kapta, mely szerep ezúttal egy családos, ortodox pap megformálását jelenti. A sorozat Szuzdalban játszódik, s a történetet hozzá igazították az orosz kultúrához.[42]
- A Don Matteo kapcsolata más filmekkel, sorozatokkal:
  - A Don Matteo és az Alpesi őrjárat között nem csupán Terence Hill személyében van összefüggés. A két sorozat a Lux Vide és a RAI Fiction koprodukciójában készül, továbbá Enrico Oldoini a sorozatok készítője. A két film színészgárdája között is van átjárás Terence Hill személyén kívül.

| Színész                 | Don Matteo (szerep) | Rövid leírás                                            | Alpesi őrjárat (szerep) | Rövid leírás                       |
| ----------------------- | ------------------- | ------------------------------------------------------- | ----------------------- | ---------------------------------- |
| Alice Bellagamba        | Alma                | Tomás Martínez húga a 9. évadban, 2 rész                | Miriam, 2. évad         | Chiara barátnője                   |
| Giusy Buscemi           | Assuntina           | Nino Cecchini lánya a 9. évadban                        | Manuela, 3. évad        | Vincenzo húga                      |
| Francesco Salvi         | Luciano Vitri       | Boxedző a 2. évadban                                    | Roccia, 1–3. évad       | Erdész, Pietro barátja             |
| Claudia Gaffuri         | Valeria             | 8. évad, 1 rész                                         | Chiara                  | Roccia lánya                       |
| Gabriele Rossi          | Christian Zanni     | 9. évad, 1 rész                                         | Giorgio Gualtieri       | Pietro unokaöccse                  |
| Katia Ricciarelli       | Giulia Baldeschi    | 4. évad, 1 rész                                         | Assunta                 | Chiara nagynénje                   |
| Eleonora Sergio         | Andrea Conti        | Perugiai ügyészhelyettes, 8. évad                       | Antonella Fabricetti    | Huber felesége                     |
| Tommaso Ramenghi        | Paolo               | rögbijátékos a 7. évad 13. részében                     | Tommaso Belli 3–4. évad | új erdész                          |
| Raniero Monaco di Lapio | Daniele             | Lia gyerekének apja a 9. évad 5., 7., 9., 10. részekben | Tobias                  | Silvia munkatársa, gyerekénak apja |
| Magdalena Grochowska    | Elisa Siani         | a 9. évad 5. részében a meggyilkolt férfi felesége      | Emma Voronina 2. évad   | Ukrán orvos, Pietro ismerőse       |

- - Az Alpesi őrjárat 5. évad 10. részében pár pillanatra látható, ahogy Vincenzo és Valeria a Don Matteo 11. évadát nézi a TV-ben.
  - A sorozat két szereplője, Terence Hill és Gastone Moschin között egy nem mindennapi összefüggés áll fenn, ugyanis nem ebben a filmben játszottak először papot a filmvásznon. Mindketten megformálták a legendás Don Camillo alakját. Moschin 1972-ben, a Don Camillo e i giovani d'oggi (A fordítás annyit tesz: Don Camillo és a mai fiatalság) című filmben játszotta el a plébánost. Eredetileg 1970-ben forgatták volna a filmet, mint a Fernandel-féle Don Camillo sorozat hatodik részét, de Fernandel betegsége és halála miatt az a film befejezetlenné vált, s az 1972-es filmben Moschin vette át a szerepet. Terence Hill 1983-ban forgatott egy saját rendezésében készülő Don Camillo filmet, mely a Don Camillo kis világa című 1951-es film remake-je.
  - Don Matteo alakja egy pillanatra feltűnik a 2015-ös Ha Isten úgy akarja című filmben, amikor a főszereplő Tommaso (Marco Giallini) éppen megpróbálja feldolgozni azt a hírt, hogy a fia, Andrea (Enrico Oetiker) papnak készül.
  - A nyolcadik évad szezonzáró része (Don Matteót megvádolják) egyben bevezető rész is volt. Angela nővért és Constancet vezetik át az Angela nővér nyomoz című sorozatba.[2]
  - A 10. évad utolsó részében van egy crossover jelenet (ez a magyar epizódban nem látható). A nyolcadik évadhoz hasonlóan itt is a RAI egy új sorozatát vezetik be a Don Matteo népszerűségével. A hazánkban eddig be nem mutatott Non dirlo al mio capo (Ne mondd el a főnökömnek!) két főszereplője, Lisa Marcelli (Vanessa Incontrada) és Enrico Vinci (Lino Guanciale) találkozik Matteo atyával, aki éppen Nápolyban helyettesít. A jelenet röviden annyi, hogy Lisa betér a templomba, ahol felismeri Don Matteót és azt hiszi, hogy a 102 éves plébános halála miatt nyomoz. Ezután elmondja nehéz helyzetét, majd elbújik. Don Matteo elmondaná véleményét a hazugsággal kapcsolatban de ekkor megjelenik Enrico, aki a nőt keresi. A pap a helyzetet felismerve nem árulja el a nő hollétét.[43]
  - A 12. évad bemutatásával a Don Matteo a Rai második leghosszabb sorozata lett a Montalbano felügyelőt követve.
- A RAI saját műsorainak promóciója az évek során több alkalommal is megtörténik:
  - Cecchini főtörzs az ötödik évadban szerepelt a Dallamról dallamra (Nota la nota) című RAI műsorban (5. évad 3. rész).
  - A hatodik évadban 14. epizódjában pedig a Sztárszakácsokban (La prova del couco) vett részt a főtörzsőrmester. Ennek ellenére az utóbbira való felkészülése során azt állította, hogy sosem szerepelt televíziós műsorban. A főzőműsor házigazdája a valóságban is Antonella Clerici.
  - A 10. évad 17. részében Ferri ügyész Bruno Vespa Vendég a háznál (Porta a porta) című műsorába kapott meghívást. 2016-ban a műsor a sorozat több főszereplőjét is meghívta. Az adás a YouTube-on megtekinthető (olasz nyelven):   
  - Cecchini a 10. évad 25. részében a RAI Radio 2 tehetségkutatójában szerepel.
- A nyolcadik évad tizenegyedik részében Cecchini apósának, a kilencedik évad harmadik részében pedig Tommasi anyjának macskáját hívják Napóleonnak.
- Terence Hill első alkalommal hallható a saját hangján Olaszországban, mivel korábban mindig szinkronizálták.[44]
- 2014. december 3-án Szél Bernadett a parlament kivándorlásról szóló vitanapján sérelmezte, hogy a Duna TV nem az országgyűlési eseményeket, hanem többek között a Don Matteót sugározza.[45]
- A hatodik évadban felbukkanó Jamila (Shukri Said) az első színes bőrű csendőr az olasz filmsorozatok történetében.[46]
- A 2019-es Giro d'Italia egyik szakaszának végén Terence Hill is célba tekert Don Matteo bőrébe bújva, kihasználva azt, hogy a pap is leginkább kerékpárral közlekedik.[47]
- A sorozat 11. évadának főcímzenéje nem a már korábban használt és a 12. évadra visszatérő Pino Donaggio szerezte mű, hanem Andrea Guerra alkotása, de ezt a rengeteg kritika miatt le kellett cserélni.
- A 12. évad három szerelmespárjának főszereplésével a Don Matteo világában játszódik Max Pezzali Sembro matto című dalának videóklipje.
- A 12. évadban Tommasi mint százados tér vissza Spoleto városába, de az előző évad első részében Cecchini azzal dicsekszik, hogy vejét előléptették és emiatt került Rómába.
- A 12. évad Felebarátod házastársát ne kívánd! című epizódjában a korábban Anceschi kapitányt alakító Flavio Insinna játékműsorát nézi Cecchini és Anna.
- Tommasi százados apja, Ludovico a 6. évad 4. részében megjelenik, de a későbbi évadokban nem (pl. Giulio esküvőin sem), ráadásul még a sorsáról is alig tudunk meg részleteket (azt tudjuk, hogy a 9. évad 3. részében még él). Az őt alakító színész, Toni Garrani ellenben még a 13. évad forgatása idején is életben volt.
- Időzavar a Don Matteo világában: A 9. évad 4. részében megtudjuk, hogy Cecchini főtörzs a szicíliai, Messina megyei Galati Marinában született 1955. december 11-én. Az őt alakító Frassica szintén Szicíliában született, Messinában, 1950. december 11-én. Caterina elmondása szerint a főtörzs a 11. évad 8. részében ünnepli 60. születésnapját. Ezek szerint a sorozat világában ekkor 2015. december 11. kellene, hogy legyen (mivel a 11. évadot 2018-ban mutatták be). Ezt alátámasztja, hogy Caterina 2018. március 4-én, 63. életévében hunyt el (ezt a tizenkettedik évad első részéből tudjuk meg a sírkövén szerelő dátumokból). Érdekesség, hogy a 10. évad 25. részében legalább 2015-öt írunk, ugyanis a Rai Radio 2 tehetségkutatója, a Regolamento talent Radiofonico „W Guglielmo Marconi” in onda durante il ruggito del coniglio su RAI RADIO2 STAGIONE 2015 – 2016 legkorábban ekkoriban zajlott. Ennek a felhívásnak a weblapja megjelenik a részben és linken  is ez látható (a szöveg azonos). A részvételi szabályzat kiköti, hogy az indulók maximum 35 évesek lehetnek, az epizódban pedig Severino említi a főtörzsnek, hogy legfeljebb 1980-ban kellett, hogy szülessen. Ebből a részből tudjuk meg, hogy Patrizia 2009-ben kellett, hogy meghaljon, mivel a műsorban Cecchini elmondja, hogy a lánya 6 évvel korábban hunyt el. Azonban a 10 évad 21. részében a tettes férjének, Paolo Dardanellinek a sírján jól kivehetően olvasható a "4.3.2012" felirat a halál dátumaként, ami magyar írásmódban 2012. 03. 04. Nem sokkal később Maurizio füzetéből kiderül, hogy Teresa azt mondta neki, hogy 4 évvel ezelőtt cserbenhagyott egy általa elütött férfit, aki meghalt. Emiatt 2016-ot kellene írnunk, de a füzet dátuma ekkor 2015. április. Ebből adódóan vagy a férfi írt rossz évet (és ezzel megdől Don Matteo megoldásának alapja), vagy a sírkőnél nem figyeltek alaposan a rendezők. Ha a fentiek alapján elfogadjuk, hogy a 10, évad 2015-ben játszódik, akkor Giulio és Margherita meghiúsult esküvőjére 2015. november 22-én, vasárnap került sor. A 10. évad 26. részében mind a 22-ére, mind a vasárnapra van utalás, ráadásul Cecchini egy korábbi részben (25.) azt mondta, hogy miért viszik a kis Antonio télen késő este sétálni. 2015-ben 22. vasárnap még februárban és márciusban volt. Így a fentiek alapján a 11. évad nem sokkal a 10. után kezdődik úgy, hogy a 8. rész 2015. december 11-én játszódjon. Ellenben a 11. évad első részében kiderül, hogy Sofia 2002. november 20-án született és 16 éves, így valahol 2018-ban kell járnunk. Azonban Caterina 2018. március 4-i halála miatt ezt nem lehetséges, hiszen a nő a teljes 11. évadban jelen van. Emellett azt is tudjuk, hogy a 11. évad 7. része Szent Valentin napján játszódik. Ezt követi a Cecchini születésnapján játszódó rész (a korábbiak alapján decemberben!). A 9. rész pedig áprilisban (a tanítónőnek a főtörzzsel való beszélgetése alapján). A 11. évad 15. részéből pedig kiderül, hogy biztosan 2016 júniusa után járunk. A 11. évad 21. részében kiderül, hogy Sofia születésnapját ünneplik, ennek november 20-án kellett lennie (az évad 1. része alapján). Elhangzik az is ugyanebben a részben, hogy Marco és Chiara Forma-1-es futamon voltak (azt nem tudjuk, hogy szabadedzés/időmérő/futamon) a születésnapot megelőző második napon. Azonban a szóba jöhető években (2016, 2017, 2018) nem rendeztek futamot a november 20-át megelőző hétvégén, vagy aznap. Mivel a következő részben, amikor Sofia találkozik vér szerinti apjával (a fotóssal), akkor arra a kérdésre, hogy hány éves, 16-ot mond. Így a 11. évad 22. része 2018 novemberében játszódik (és emiatt hatalmas baki, hogy Caterina asszony még 23. részben is életben van). Ha elfogadjuk, hogy Sofia 2018 novemberében lett 16 éves, akkor a szezonzáró A karácsonyi gyermek című rész 2019 augusztusában játszódik (és Caterina asszony még mindig itt van). A 12. évad 2. része 2020. március 26-án játszódik, mivel az elhunyt Lorenzo 2012. december 26-án született és az anyukája azt mondta, hogy „ma lenne 7 éves és 3 hónapos”. A Tommasiék látogatásáról szóló rész ez év virágvasárnapján játszódik, tehát 2020. április 5-én (mivel április 12. volt húsvét vasárnapja). A 13. évad első része 2022. május 2-án kezdődik (ez látható Cecchini naptárjából). Ekkor ünnepli Don Matteo felszentelésének 40. évfordulóját, tehát 1982 óta pap (érdekesség, hogy Don Camillo szerepét Terence Hill 1983-ban játszotta el). Don Matteo távozása a biztonsági kamerák szerint 2022. szeptember 23-án, éjfél után nem sokkal történik meg. Az ötödik részben Don Matteo leveléből kiderül, hogy Cecchinivel 22 éve ismerik egymást (a csendőr nagyzolása 30 évet mond), így az első évad 2000-ben (legfeljebb 1999-ben) kell, hogy elinduljon. Viszont emiatt Valentina sehogy sem fér a képbe: Ancheschi és Laura csak a sorozat negyedik évadjában találkozott és ötödik évadjában házasodott össze, de ekkor még Valentina nem is élt. Ez a gyártás szerint 2006 környékén volt. Így Valentinának legfeljebb 16 évesnek lehetne lennie, de a sorozat szerint végzett jogász, csak a bírói vizsgája nem sikerült. A 13. évad 8. része 2022. október 23-án kezdődik (látszik a kamera felvételén). A Natalinának küldött levelet 2022. november 18-án adta fel a Marzullo in famiglia stábja és 2022. november 25-én látogatta meg őket a stáb. Érdekes, hogy a 9. rész közönségtalálkozója az epizód elején 2022. november 10-én zajlik a plakátok szerint. Emiatt ismét keveredés van a sorozat idővonalán.
- Giulio Tommasi százados a 9. évad 7. részében ünnepli 40. születésnapját (május 7-én). Habár egyes weboldalak a százados születési évét 1974-re teszik,[48] de ez 1973 kell hogy legyen. A tévedés oka, hogy a 9. évadot 2014-ben mutatták be. Szintén a tévedés lehetőségét erősíti, hogy a 9. évad 11. részében Lia részben erotikus húsreklámozó naptárján a látható részen július 1. hétfői nap volt, ami 2013-ban alakult így. Emellett Giulio kitüntetésekor a főtörzs elé tett augusztusi hónap 1. napja csütörtök volt, ami szintén 2013-ban alakult így. Kérdés, hogyha a részek kronologikusan követik egymást (és ebben nincs okunk kételkedni), akkor mi értelme lenne 2014-ben 2013-as naptárakat osztogatni ajándékba, illetve promóciós célokra? A századost alakító Montedoro 1973. július 28-án született.
- Flavio Anceschi százados kapcsán a 4. évad 15. részében az derül ki, hogy október 8-án ünnepli születésnapját, de az évad korábbi (4.), Életre szóló adósság című részében a csendőr azonosítóján az 1965. július 3. szerepel. Ez utóbbi az őt alakító Flavio Insinna valódi születésnapja is.
- A 11. évad 1. részében kiderül, hogy Anna Olivieri százados 1991-ben született. Így 24 éves korában a sorozat történetének legfiatalabb századosa. Az őt alakító Maria Chiara Giannetta 1992. május 20-án született.
- A 10. évad 25. részében a RAI Radio 2 műsorában egy technológiai beszélgetés kapcsán egy Alma nevű cég újításáról beszélnek, ami valószínűleg az Apple lenne. A cég központjaként emlegetett Cupertino is stimmel.
- A nyolcadik évadtól kezdődően több termékelhelyezés is megjelenik a sorozatban. A hirdető cégek közé tartozik az Enel, a Lottomatica, a Cerdito cooperativo, a Johnson & Johnson, a Polltornesofà, a TIM.
- A 10. évad 17. részében megemlíti, hogy a nejével együtt odavannak Giancarlo Magalliért. Magalli korábban visszautasította a pap szerepét, majd a 13. évadban püspökként jelenik meg.
- A 9. évad 25. részében a főtörzs azt mondja, hogy Lia apját Angelo-nak hívták. A 10. évad 21. részében azt állítja, hogy Oronzo volt az apa keresztneve.
- A 9. évadban Cecchini megrendezte a Rómeó és Júliát, amelynek a végét átírta, mert nem tetszett neki. A 10. évadban a televízióban megy ez a program, és azt mondja, hogy nem tudta, hogy ilyen szomorú a vége.
- A Spoleto városban játszódó részekben a főszereplők gyakran ülnek be Spartaco Grilli bárjába (Tric Trac), ahol a tulajdonos is ott van, aki saját magát alakítja.[49]
- Bár Terence Hill és Bud Spencer barátsága legendás, de utóbbi sosem szerepelt a sorozatban. Utalás is csak egy alkalommal történt rá: a 11. évad 14. részében Cecchini említi meg, hogy másnak is lehet álneve, miként Bud Spencernek is volt.
- A hirado.hu weboldalon megjelent ismertető[50] valótlanul állítja, hogy a sorozat 10. évadában Budapest is helyszín volt.
- Sokáig úgy tűnt, hogy a tizenkettedik évaddal véget ér a sorozat, azonban a készítők a hazai és a nemzetközi sikerre való tekintettel megkezdték a tizenharmadik évad előkészítő munkáit. 2020. július 6-án Nino Frassica tett közzé hivatalos Instagram oldalán fotót az új évad forgatásának első napjáról.[51] A Lux Vide bejelentése szerint 10 részt készítenek el. A forgatás oroszlánrésze 2021 májusában kezdődött el. A szereplők közül az elmúlt évad legfőbb alakjai visszatérnek, sőt egy részre Anceschi is visszatér lányával, Valentinával (a Milena Miconi által alakított Laura, aki a csendőr felesége, viszont nem tér vissza, mivel karakterét egy halálesettel kiírták a sorozatból - emiatt a színésznő elégedetlenségének adott hangot[52]). Emellett az egyik leghíresebb olasz színész, Raoul Bova is csatlakozik a stábhoz egy pap szerepében, ami miatt azonnal megindult a szóbeszéd arról, hogy ő lesz az „új Don Matteo” és Terence Hill visszavonul, de erről a készítők szerint nincs szó.[51] Az új részek 2022-ben kerülhetnek vetítésre Olaszországban.[53] A két színész (Hill és Bova) nyilatkozata viszont ellentmond ennek: a zavaros hátterű, a ferences lelkiségben magára találó Don Massimo-t maga Matteo atya választja ki utódjául. Hill megemlíti, hogy távozásában a magánéletére való koncentrálás játszott szerepet.[54] 2021 őszén hivatalossá vált, hogy Terence Hill elhagyja a stábot.[55] Egy, az új főszereplővel készült beszélgetés során kiderült, hogy alakjának teljes neve Massimo Mezzanotte. Don Matteónak a Giancarlo Magalli alakította püspökével is szembe kell néznie (Magallit a sorozat tervezésekor Don Matteo szerepébe szánták – lásd a cikk bevezetőjét). Don Massimo kerékpározás helyett motorozik és eleinte Cecchini sem néz rá jó szemmel, ő maga pedig a legkevésbé sem gondolkodik a nyomozáson. Bova, bár korábban már eljátszott több papi szerepet (Szent Ferenc, Tomasz Zaleski) ezúttal is jelnek tekintette a megkeresést és konzultált don Carlo Bolčina goriziai pappal is.[56] A 13. évad részeinek forgatása után Terence Hill felfedte távozásának hátterét. A sorozatot jegyző RAI és Lux Vide nem fogadta el a színész azon tervét, hogy a Montalbano felügyelőhöz hasonlóan évadonként csak négy rész készüljön el. Hill szerint a pap megformálása évente kilenc hónapot tesz ki életében. A produkció gyártó a visszautasítást pénzügyi okokkal indokolták. A színész - állítása szerint - nem távozott volna a stábból, ha kérését elfogadják.[57][58] Azt később leszögezték, hogy Matteo atya nem hal meg a történetben és ha akar, van lehetősége visszatérni.[59] Don Massimo bemutatkozásakor kiderült, hogy vezetékneve nem Mezzanotte, hanem Sartori.
- Don Matteo és Don Massimo első ügye is külföldiekkel kapcsolatos. Előbbi egy bosnyák férfi meggyilkolása, utóbbi bevándorló gyermekek kapcsán nyújt segítséget.
- A sorozat történetében egyetlen résznek nincs főcíme: a 13. évad 5. részének, ahol megtörténik Don Matteo és Don Massimo cseréje.
- Federico a sorozat szerint 2004 júniusában született.
- A spoletoi plébánia címe a Natalinának küldött levél alapján: Piazza Duomo 5; 06049 - Spoleto PG.

## Fordítás
Ez a szócikk részben vagy egészben  a   Don Matteo című olasz Wikipédia-szócikk ezen változatának fordításán alapul.  Az eredeti cikk szerkesztőit annak laptörténete sorolja fel. Ez a jelzés csupán a megfogalmazás eredetét és a szerzői jogokat jelzi, nem szolgál a cikkben szereplő információk forrásmegjelöléseként.